# Vélib' Métropole
Vélib' Métropole, anciennement Vélib' (mot-valise de vélo et liberté), est un système de vélos en libre-service disponible à Paris et dans les autres villes membres de l'Agence métropolitaine des mobilités partagées ; il s'inscrit dans le domaine de la mobilité partagée. Par synecdoque référentielle, « vélib' » désigne aussi la bicyclette.
Dans sa version précédente, Vélib' était géré par un opérateur privé dans le cadre d'une délégation de service public, lancé le 15 juillet 2007 par la mairie de Paris. Il fut exploité dans cette première période entre 2007 et 2017 par le groupe JCDecaux qui a décliné à cette occasion une version parisienne de son système Cyclocity. Disponible dans un premier temps uniquement dans Paris intra-muros, le système a été déployé à partir du début de 2009 dans trente communes de la petite couronne pour atteindre progressivement le chiffre d'environ 20 000 vélos en circulation et 300 000 abonnés à l'année.
En 2017, l'exploitation du réseau fait l'objet d'un nouvel appel d'offres, gagné par le consortium Smovengo, nouveau gestionnaire du service Vélib' devenu « Vélib' Métropole » depuis le 1er janvier 2018. Le système élargit son offre avec le déploiement de vélos à assistance électrique (VAE), les Vélib' bleus au côté des vélos mécaniques, les Vélib' verts. Le déploiement du nouveau système fut néanmoins lent et fastidieux, et a connu des dysfonctionnements, le système n'ayant retrouvé totalement sa fréquentation d'avant 2017 qu'à partir de l'automne 2019. La première génération de Vélib' a totalisé plus de 324 millions de locations.
En juin 2025, le service compte 530 456 abonnés pour 161 372 locations par jour avec un service actif sur 65 villes.

## Histoire

### Précédents et initiatives similaires
La mise à disposition de bicyclettes par une municipalité a connu divers précédents français et étrangers.
En France, les « vélos jaunes », mis à disposition par la municipalité de La Rochelle dès 1974 à l'initiative de son maire Michel Crépeau, sont souvent considérés comme les premiers « vélos en libre-service ». S'inscrivant dans une politique visant à favoriser le développement de modes de transport urbains alternatifs à la voiture individuelle, 350 vélos répartis sur trois stations dans le centre-ville étaient alors proposés aux habitants et aux touristes. Depuis 2009, La Rochelle dispose d'un service similaire au Vélib', portant le nom de Yélo.
Lancé en 1995 avec 1 000 vélos, le système de vélos en libre-service de Copenhague fut un des premiers systèmes à grande échelle.
En France, le système historique qui ressemble le plus au Vélib' parisien est le service vélo à la carte mis en place à Rennes par Clear Channel en juin 1998, société qui comme JCDecaux est spécialisée sur les marchés de la publicité et du mobilier urbain. Le service de Clear Channel offrant deux cents vélos répartis sur vingt-cinq stations et basé sur la technologie SmartBike, il est le premier service de vélos en libre-service « informatisé » dans le monde[réf. nécessaire].
JCDecaux, le futur gestionnaire du Vélib' et concurrent de Clear Channel, développa ensuite un système amélioré nommé Cyclocity qui fut installé en mai 2005 sous le nom de Vélo'v à Lyon. Avec quatre mille vélos répartis sur plus de trois cents stations, le principe des vélos en libre-service atteint alors une nouvelle échelle. Contrairement aux autres services du système Cyclocity de JCDecaux, le service parisien bénéficie d'un design exclusif. Le mobilier dessiné par Patrick Jouin a ainsi été choisi par la ville de Paris au terme d'une consultation avec les designers et architectes Jean-Michel Wilmotte, Patrick Jouin et Ora-ïto.
En 2007, Paris accède, de façon beaucoup plus médiatisée en France et dans le monde que Lyon, à ce type de service avec le Vélib' qui est suivi d'une vague d'installations de services de vélos en libre-service informatisé dans de nombreuses villes. Du fait de sa notoriété, Vélib' devient un nom de marque lexicalisé utilisé pour désigner d'autres systèmes de vélos en libre-service.
En juillet 2011, la mise à disposition de vélos en libre-service était pratiquée par les municipalités dans un grand nombre de villes dans le monde. À titre d'exemple, on trouve à ce moment le dispositif Bicing à Barcelone, le plus grand dispositif basé sur le système SmartBike développé par Clear Channel avec 6 000 vélos sur 401 stations, le service BIXI à Montréal avec 5 050 vélos sur 405 stations, ou encore Santander Cycles, le service de vélos en libre-service de Londres, imaginé après le succès du Vélib' parisien et mis en service fin juillet 2010, avec environ 6 000 vélos sur 400 stations. En France, 33 systèmes de vélos en libre-service étaient en service en 2011 dont trois en Île-de-France en dehors du Vélib' : Cristolib à Créteil, Velcom à Plaine Commune et VélO2 à Cergy-Pontoise.

### Période JCDecaux (2007-2017)

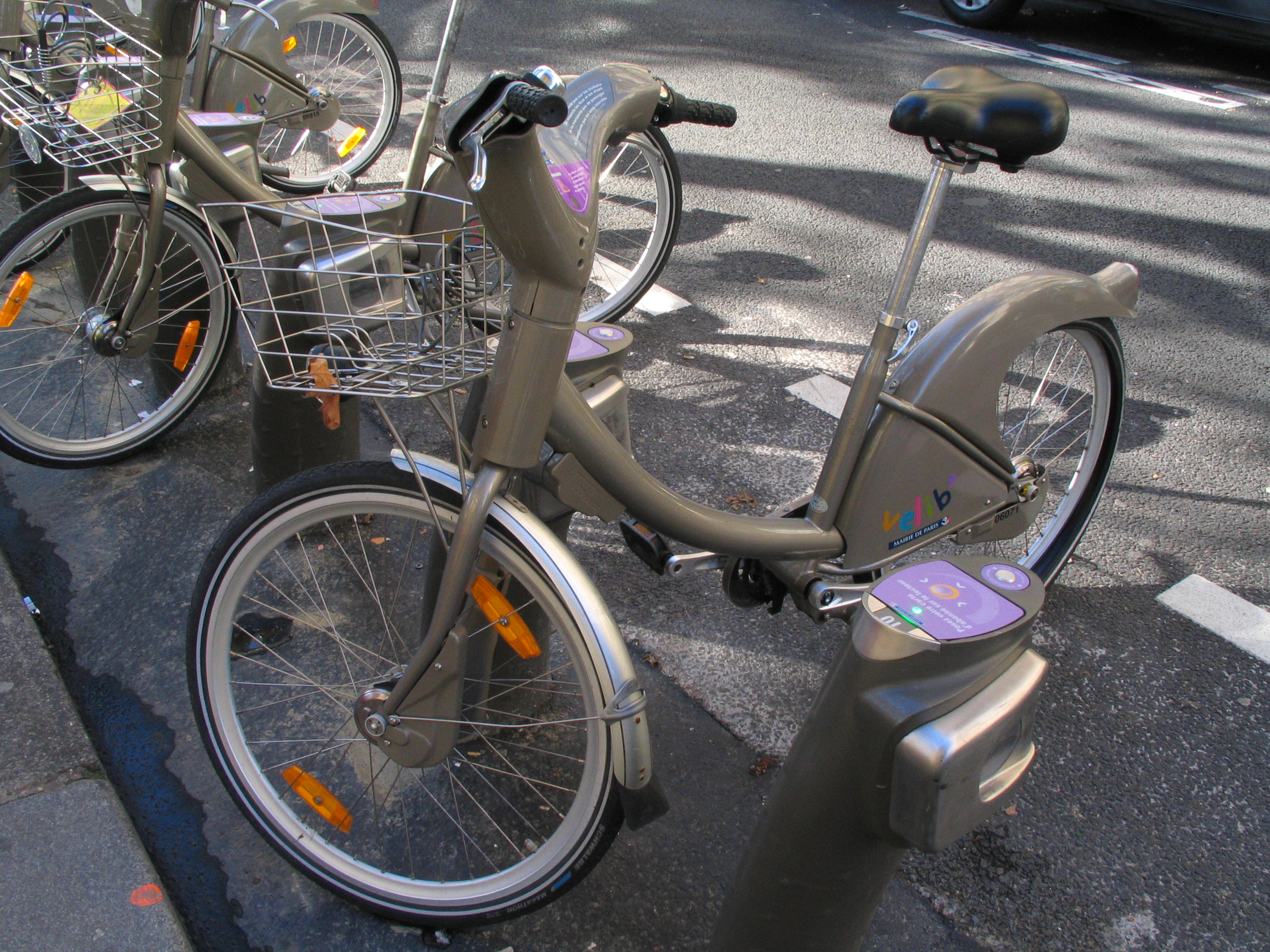
Vélib' JCDecaux près de la station de métro Courcelles.

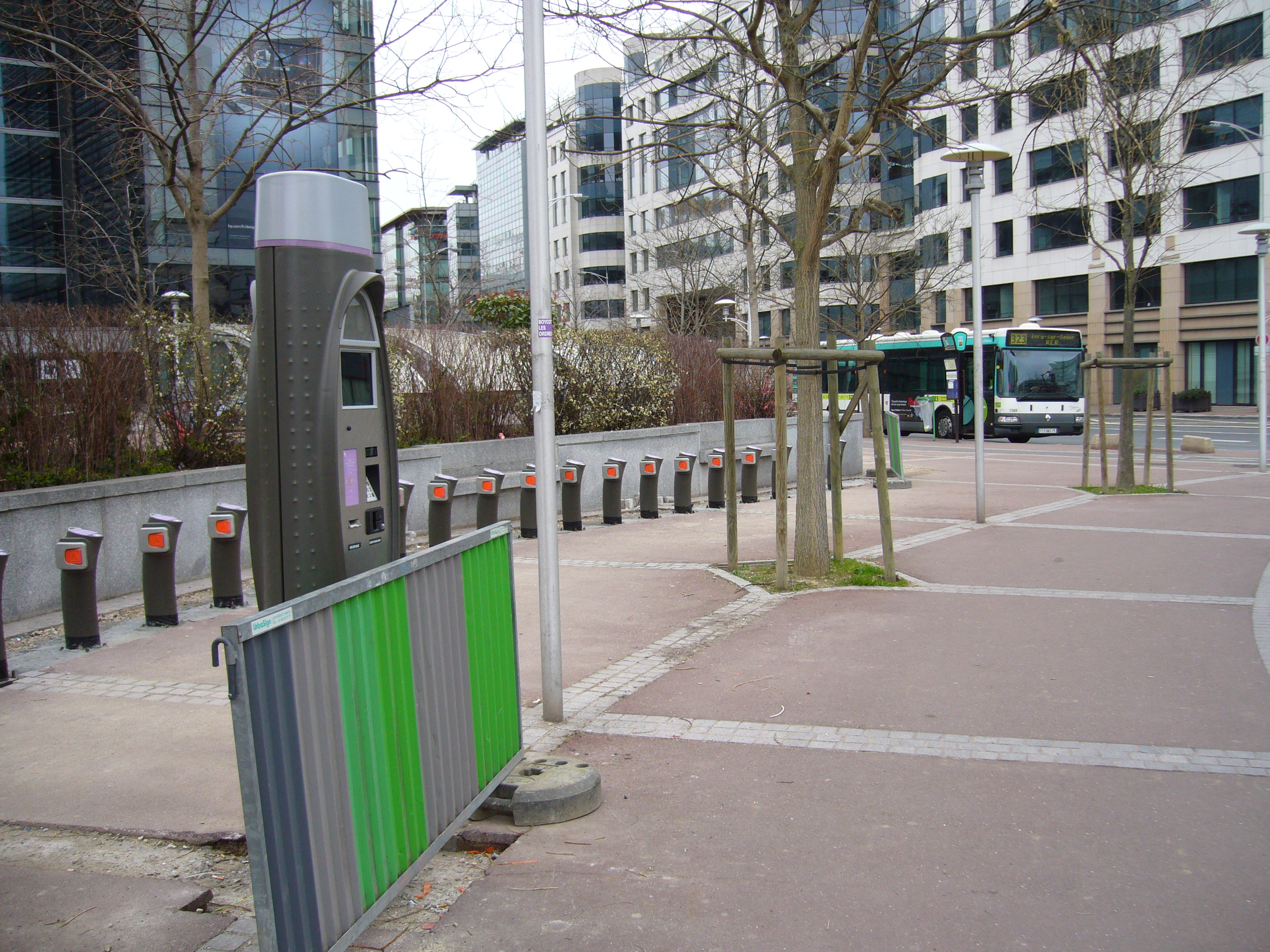
Station en construction à Issy-les-Moulineaux en 2009.

Le contrat de l'affichage publicitaire dans la Ville de Paris expirant bientôt, cette dernière décida de lancer un appel d'offres en automne 2006. Suivant le modèle de Lyon, la ville décida de coupler le marché publicitaire au marché des vélos. Le marché est attribué pour 10 ans.
Le contrat initial passé le 27 février 2007 par la ville avec la société Somupi, filiale de JCDecaux, prévoyait la mise à disposition de 20 600 vélos dans 1 451 stations. Dès l'inauguration du service le 15 juillet 2007, 7 500 bicyclettes sont disponibles dans 750 stations sans interruption, 7 jours sur 7, 24 h sur 24.
La ville ne subit alors pas la charge financière et logistique du service de location de vélos. En prime, l'exploitant devra lui verser une redevance de 3,5 millions d'euros ainsi que les recettes des abonnements et des locations.
En effet, la ville exigeait 6 600 vélos minimum, 26 000 maximum. JCDecaux présente un projet avec 7 500 vélos en libre-service, Clear Channel 14 000. Le marché revient de droit à Clear Channel. JCDecaux anticipe cette décision en analysant juridiquement le montage du dossier et parvient à faire annuler l'appel d'offres. En janvier, l'appel d'offres est relancé, JCDecaux propose cette fois-ci 20 600 vélos. Le groupe JCDecaux remporte le marché : la publicité devrait lui rapporter soixante millions d'euros par an et les vélos coûter entre quarante à cinquante millions d'euros,.
Des voix se sont élevées contre le jumelage des deux marchés (vélos/publicité) dans le cadre d'un même appel d'offres :
- les opposants à la publicité regrettent que la ville tisse un lien très fort entre ses services et la publicité pour les dix ans à venir car ils craignent que cela permette à la société JCDecaux d'avoir un poids plus grand sur les décisions d'affichage publicitaire dans les rues de Paris[réf. nécessaire] ;
- les problèmes d'exclusivité publicitaire empêchaient la mise en place de Vélib' sur le domaine public des grandes gares parisiennes et constituaient un frein à l'extension en banlieue. En effet, dans un premier temps, l'implantation de stations dans l'enceinte des gares n'était pas possible car le marché de l'affichage publicitaire dans ces espaces n'était pas attribué à JCDecaux mais à Clear Channel[8],[9]. Puis, alors que le 1er avril 2008 le marché publicitaire en question était entretemps passé à JCDecaux[10], la question d'une éventuelle redevance pour l'installation de stations sur le domaine de la SNCF bloquait le dossier. Ce n'est qu'en septembre 2010 qu'un accord entre JCDecaux et la SNCF permet l'installation de stations Vélib' à proximité des quais, contre le paiement d'une redevance symbolique d'un euro par station. À la gare de Lyon, deux grandes stations sont implantées en bas du parvis ; à la gare d'Austerlitz, une station se trouve sous l'auvent même de la gare, dans la cour des arrivées, tandis qu'à la gare de l'Est une station est installée sur le parvis[11] ;
- le logiciel de gestion, propriété de JCDecaux, interdit toute interopérabilité avec un système concurrent dont pourrait éventuellement s'équiper une ville limitrophe de banlieue. Cette situation de monopole supprime la concurrence dans les appels d'offres pour l'extension du réseau[12].

À l'inverse :
- la ville s'octroie les revenus des abonnements et récupère une bonne image politique, sans payer les frais de fonctionnement du dispositif[réf. nécessaire] ;
- JCDecaux a déjà une grande expérience dans le domaine (dont plusieurs brevets déposés grâce au succès du Vélo'v lyonnais)[réf. nécessaire] ;
- en encourageant un tel système, la ville progresse à moindre frais dans sa politique de promotion des moyens de transports propres[réf. nécessaire].

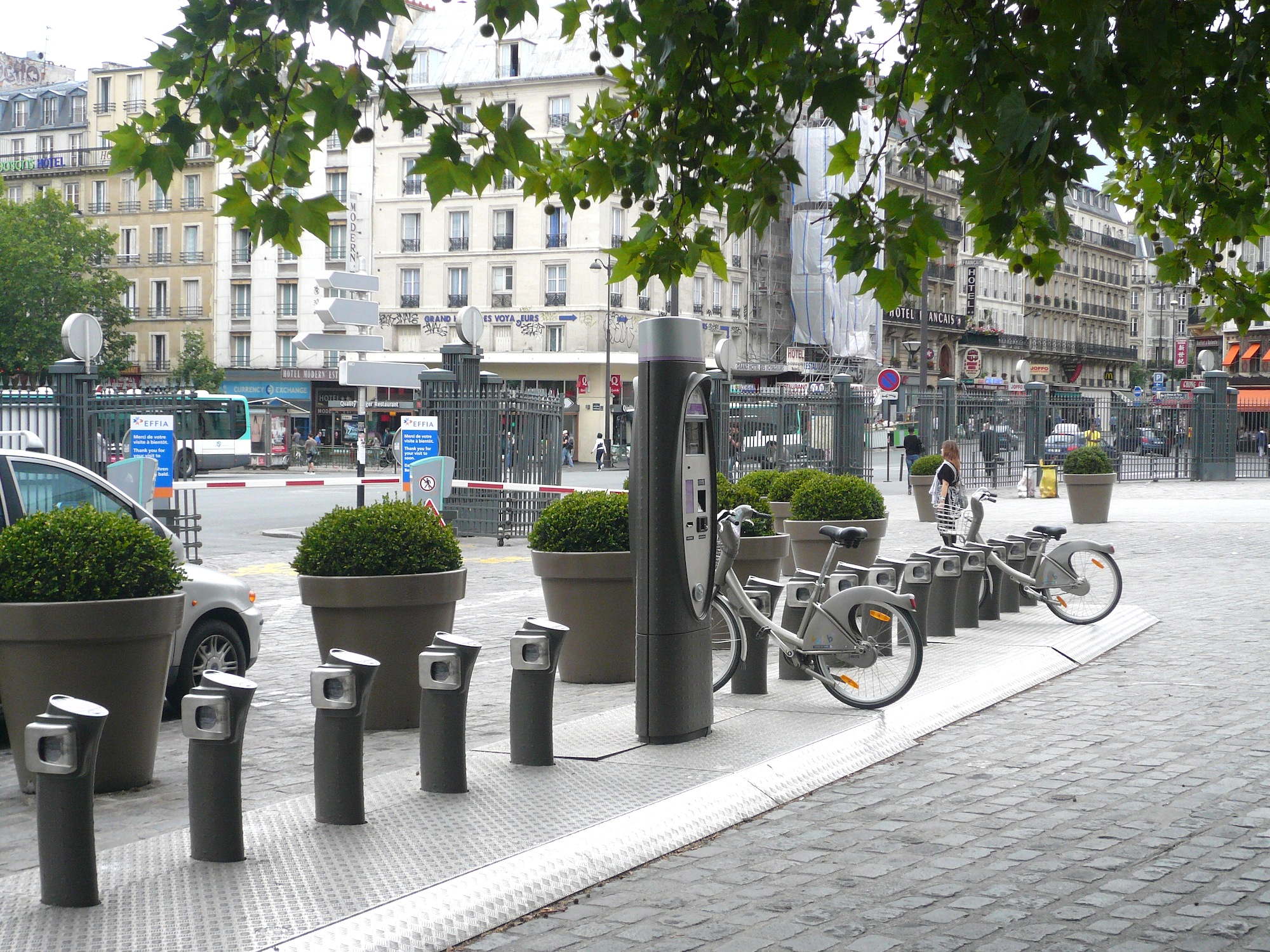
Station installée fin 2010 sur le parvis de la gare de l'Est.

Le nombre de vélos mis à disposition augmente ensuite progressivement avec le déploiement de nouvelles stations, jusqu'à atteindre environ 20 000 vélos répartis dans 1 208 stations à Paris et en proche banlieue, distantes en général de seulement 300 mètres environ.
Le 19 décembre 2007 le Conseil de Paris vote en effet l'extension du système Vélib' à trente communes de la petite couronne à partir du deuxième trimestre 2008, avec trois cents nouvelles stations prévues pour accueillir 4 500 vélos dans une bande de 1,5 km autour de Paris, selon le même fonctionnement que dans la capitale.
Cette délibération est d'abord annulée le 2 janvier 2008 par une ordonnance de référé du tribunal administratif, saisi d'une plainte de la société Clear Channel, concurrent malheureux de JCDecaux pour l'attribution du marché qui contestait l'extension du service en dehors de Paris par voie d'avenant au contrat initial et non pas par un nouvel appel d'offres. Mais la ville de Paris interjette appel auprès du Conseil d'État qui, le 11 juillet 2008, annule l'ordonnance du tribunal administratif et autorise l'extension du service au motif qu'il n'était pas porté atteinte à l'économie générale du marché initial. Dans sa décision, le Conseil d'État relève d'abord que cette extension était d'une portée limitée, seules des communes limitrophes ou très voisines de Paris comprises à l'intérieur d'un rayon de 1,5 kilomètre étant concernées. Il observe ensuite que la prestation prévue par le marché initial et la prestation supplémentaire ainsi proposée aux usagers du système Vélib' sont de même nature. Il indique enfin qu'il s'agit d'améliorer un service rendu à titre principal aux usagers qui habitent Paris ou qui s'y rendent et non de mettre en place un service distinct destiné aux déplacements entre communes limitrophes et que cette extension est susceptible d'entraîner un surcoût par rapport au prix initial du marché de 8 % au maximum,. À la suite de cette décision, l'installation de stations Vélib' en petite couronne commence au 1er trimestre 2009 avec la ville de Boulogne-Billancourt, et s'achève à la fin de la même année.

En novembre 2009, la mairie de Paris et JCDecaux ont procédé à une renégociation du contrat Vélib' afin de modifier les modalités financières, notamment pour tenir compte des actes de vandalisme qui avaient mis en danger l'équilibre économique du contrat initial. Conformément aux nouvelles conditions du contrat, la municipalité doit désormais débourser une indemnité pour chaque vélo vandalisé (dès lors que 4 % du parc de vélos est touché, et jusqu'à hauteur de 25 %), dont le montant est réévalué chaque année (400 € en 2008, 418 € en 2009, 442 € en 2010). De plus, la ville ne touche plus l'intégralité des recettes de location, le gestionnaire en recevant 35 % sur les recettes nettes comprises entre 14 et 17,5 millions d'euros, et 50 % sur les recettes nettes supérieures à 17,5 millions d'euros. En contrepartie, JCDecaux s'engage à améliorer la régulation, à répondre à tout courrier qui lui est adressé dans un délai de quinze jours et à réduire le temps d'attente au centre d'appel à deux minutes en moyenne,.

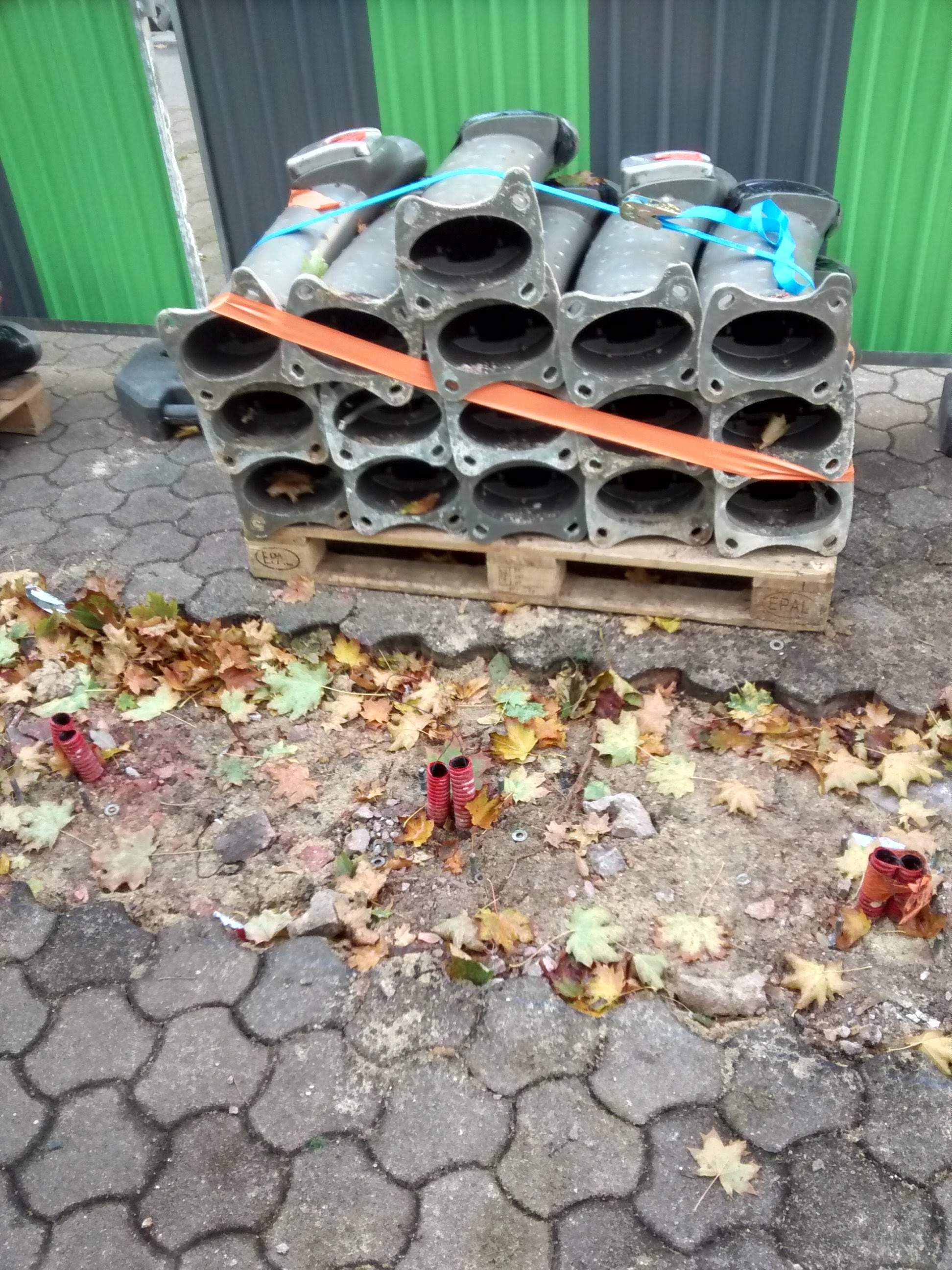
Démontage d'une station Vélib' à l'automne 2017 dans le.

Cabu en 2009 a dessiné contre les dégradations de Vélib', victime d'un vandalisme croissant, dans le cadre d'une campagne de sensibilisation soutenue par la mairie de Paris qui a pour slogan : « Casser un Vélib', c'est facile… Il ne peut pas se défendre. Vélib' est à vous, protégez-le ! »,,.
De 2012 à 2017, la Ville de Paris organise annuellement en juin l’événement « Les 24h Vélib' » pour fêter l'anniversaire du Vélib'. Cet événement consiste en une course de vélos qui a lieu sur l'avenue des Champs-Élysées. Elle se déroule sur une boucle de 600 mètres de la Concorde au Petit Palais. L'épreuve a pour but de récolter des fonds pour des associations de santé, de protection de l'environnement et de défense du patrimoine,.
Les salariés de Cyclocity, filiale de JCDecaux chargée de la maintenance, dénoncent quant à eux dans un blog ouvert sur le site de Libération, la précarité de leurs conditions de travail, les pressions managériales et le faible niveau des salaires (SMIC horaire). Dans la nuit du 16 juin 2008, des tracts sont ainsi accrochés sur les paniers de quelque 6 000 vélos, à l'initiative des élus communistes du Conseil de Paris. Une grève, mobilisant la moitié des agents, est votée le 6 novembre pour réclamer une augmentation de 300 euros pour chaque salarié ; elle est reconduite le 14 novembre.
En novembre 2012, un rapport de la chambre régionale des comptes d'Île-de-France critique « les conditions d'exploitation de Vélib' » et « certaines modalités de gestion financière » qui présentent de « réelles faiblesses ».
JCDecaux cesse l'exploitation du Vélib' le 1er janvier 2018 à la suite de l'attribution du marché au consortium Smovengo. Le service disposait de près de 9 000 vélos en service et de 41 101 bornes réparties dans 1 263 stations. À la suite de la cessation d'exploitation du service Vélib par JCDecaux, les Vélib' de première génération et leurs stations sont retirés au fur et à mesure à partir d'octobre 2017 et jusqu'à la fin mars 2018 dans le cadre de la transition vers le nouveau dispositif Smovengo.
Depuis le lancement du service, 700 millions de km ont été parcourus à Vélib', soit 17 500 fois le tour de la terre. La dernière station avait été mise en service le 5 juillet 2017, dix ans presque jour pour jour après l'inauguration du service le 15 juillet 2007. La première génération de Vélib' a totalisé plus de 324 millions de locations.

### Période Smovengo (à partir de 2018): Vélib' Métropole
Le marché public Vélib' expirant en 2018, le système change de dimension : désormais placé sous l'autorité d'un syndicat mixte, l'Agence métropolitaine des mobilités partagées (AGEMOB, ex-SAVM)) regroupant Paris et une petite centaine de communes de la petite couronne d'Île-de-France, ce dernier adopte un nouveau cahier des charges en prévision d'un nouvel appel d'offres qui imposera l'élargissement de l'offre de vélos. Celle-ci comprendra désormais 30 % de sa flotte en vélos à assistance électrique (VAE).
En avril 2017, le marché des vélos en libre service Vélib' est attribué à la société franco-espagnole Smovengo (Smoove-Mobivia-Moventia-Indigo). Fin 2024, Indigo devient l'actionnaire unique de Smovengo). 
Ce marché, d'une durée de 15 ans, s'élève à 600 millions d'euros TTC. Smovengo a été immatriculée le 13 juillet 2017 sous le numéro 830-888-640. Son directeur est Jacques Greiveldinger.
Fin 2022, le dispositif de location de vélos est actif sur 61 communes de la métropole du Grand Paris, qui par ailleurs apporte une aide financière de 10 000 euros par an pour chaque nouvelle station en banlieue. Le nouveau modèle économique n'est plus lié au contrat d'affichage et de mobilier urbain qui est désormais attribué séparément, de sorte que le prix de l'abonnement au nouveau service est plus élevé. Ce nouveau dispositif réalisé par Smovengo implique notamment le renouvellement de chaque station et l'aménagement de celles-ci pour pouvoir accueillir les nouveaux vélos à assistance électrique ainsi que les vélos mécaniques. Ce dispositif présentait une nouveauté, appelée Park+, elle reprend le système de « l'overflow » de Smoove présent dans d'autres villes comme Helsinki, permettant d'accrocher son vélo à un autre vélo de la station en cas de station pleine, système temporairement abandonné depuis.

#### Contestation de la procédure d'appel d'offres par JCDecaux
JCDecaux dépose un recours en référé contre la décision d'attribution du marché de Smovengo auprès du tribunal administratif de Paris. Le 4 mai 2017, le tribunal le rejette et confirme l'attribution du marché des Vélib' parisiens au groupement Smovengo. Les magistrats confirment alors que la reprise des effectifs (315 au moment de l'attribution du marché) sera une obligation légale si les conditions sont réunies à la date du transfert de l'activité, prévue le 1er janvier 2018.
Le 12 octobre 2018, le tribunal administratif de Paris rejette un nouveau recours au fond de JCDecaux, contestant à nouveau l'attribution du marché à Smovengo en raison, entre autres, d'un prix trop bas et demandant l'arrêt du service.

#### Fortes difficultés de démarrage

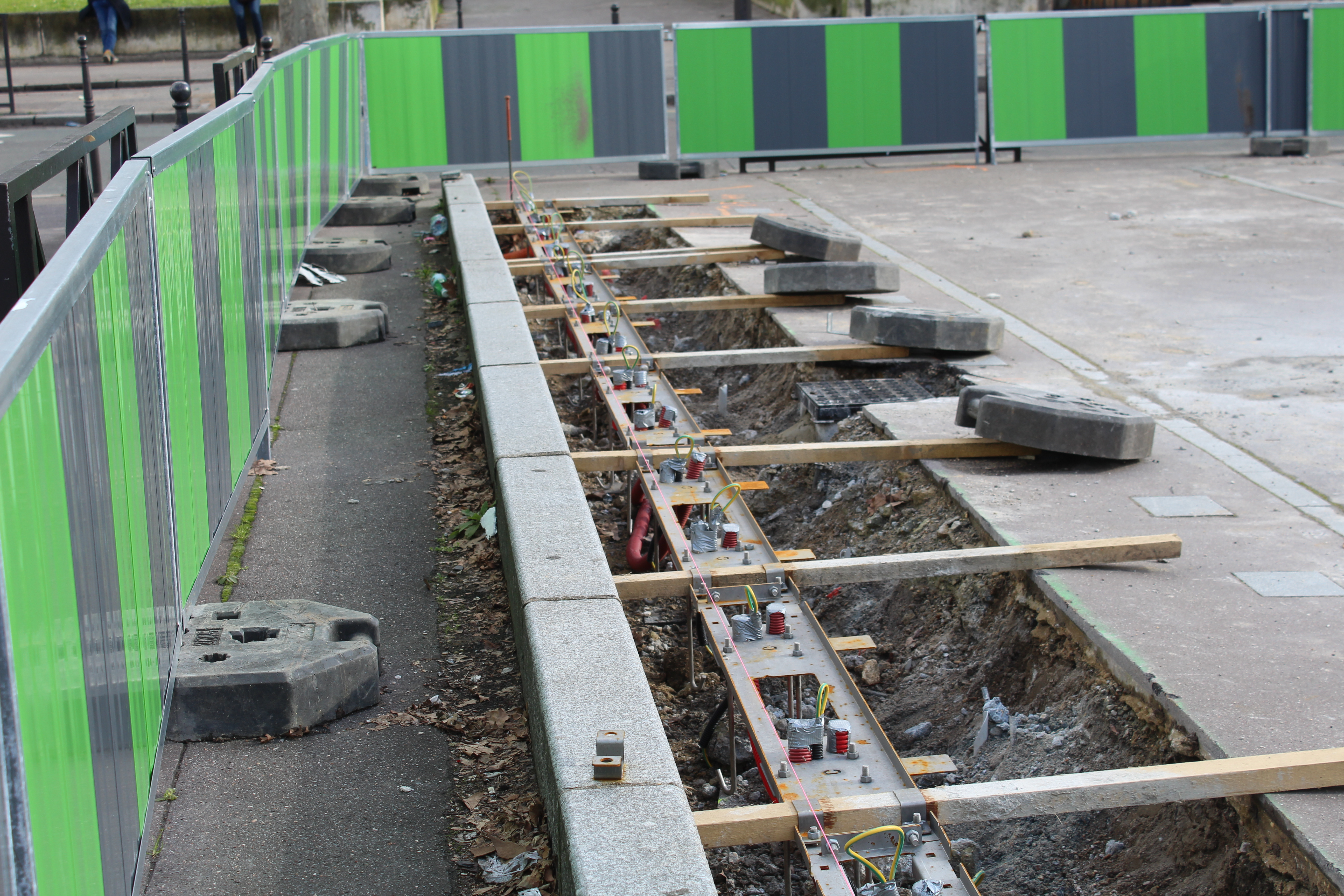
Une nouvelle station en construction boulevard Lannes, en février 2018.

Le nouveau marché Vélib' attribué en mai 2017 prévoit six mois de transition entre les opérateurs sans arrêt de service. Cependant, à la fin du mois de décembre 2017, seules 517 stations sont transférées à la société Smovengo contre 700 prévues initialement. Une fois le marché conclu, 350 stations supplémentaires sont commandées par le syndicat mixte, soit un tiers de plus que le marché précédent. Le calendrier n'est cependant pas adapté et la société Smovengo doit prendre en charge ces changements.
Lors de son lancement, Smovengo est très critiqué, par le public et plusieurs personnalités politiques, notamment pour les retards de transformation des stations et le peu de vélos disponibles. En compensation, les abonnés Vélib' d'alors auront droit à un crédit de trois heures « pour tester sans surcoût les nouveaux Vélib' électriques ou prolonger leur usage des vélos mécaniques ». Quant aux nouveaux souscripteurs, ils bénéficieront d'une réduction de 50 % de l'abonnement mensuel durant les trois premiers mois de 2018. Il est décidé le 19 janvier 2018 par le syndicat Autolib' et Vélib' Métropole de rembourser le mois de janvier 2018 aux abonnés à la suite du retard dans la mise en place du nouveau système. En mars, une pénalité d'un million d'euros est imposée à l'entreprise en raison de son retard dans la mise en place du système. En plus du mois de janvier, il est décidé début avril par le syndicat Autolib' et Vélib' Métropole de rembourser les abonnements au service du mois de février et de mars, sur demande. Une grève des salariés perturbe encore davantage le service.

#### Plan de sortie de crise

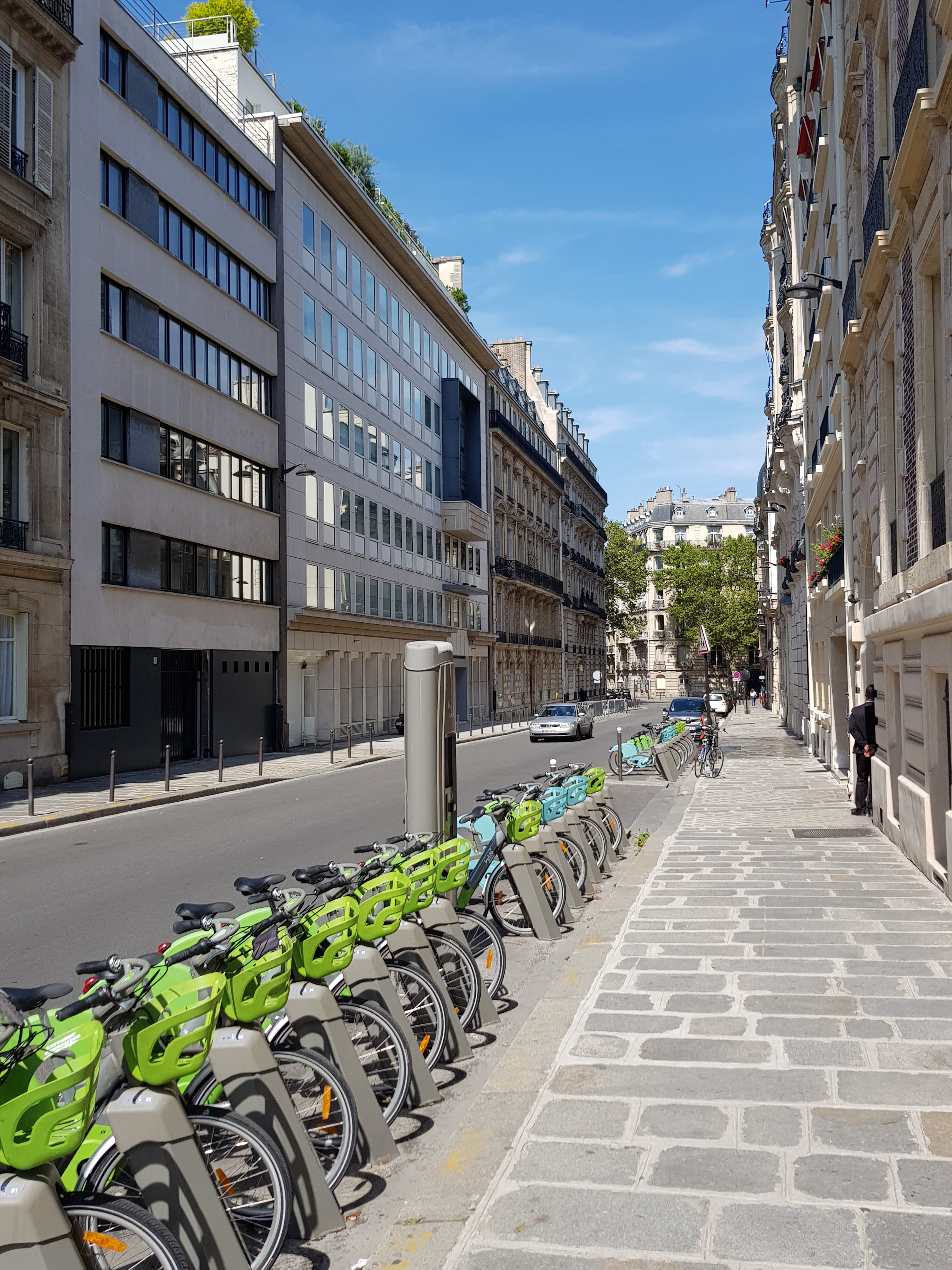
Nouvelle station Smovengo rue Alfred de Vigny.

Un plan de sortie de crise est annoncé le 3 mai 2018. Il s'agit dans les grandes lignes d'une simplification de l'offre. Plusieurs mesures principales sont annoncées, dont l'arrêt de l'« overflow », c'est-à-dire de la possibilité d'accrocher son vélo à une borne déjà pleine. Présentée comme l'une des innovations majeures, l'overflow aurait été mal compris, d'où un blocage de stations. Par ailleurs, 3 000 vélos bloqués en stations doivent également être retirés et remplacés par d'autres en état de marche,. Une autre mesure est le retrait temporaire des vélibs électriques. Enfin, Smovengo annonce ne plus déployer de stations non raccordées. L'objectif de déploiement est ramené à « 800 stations, dont 80 % électrifiées, fonctionnelles à la fin juin [2018] », soit très en deçà des prévisions initiales de 1 400 stations. Le plan est accueilli favorablement par l'association Paris en Selle qui salue la « prise de conscience de l'extrême gravité de la situation » et estime que « l'urgence est de rétablir un service de base fonctionnel », cette dernière rappelant néanmoins que ce sont « tous les éléments du Vélib' qui ne fonctionnent pas » et parle de problèmes de conception, à la fois de l'application, des boîtiers et des stations.
Les vélos mécaniques disposent de batteries se rechargeant uniquement par dynamo. Lorsque le vélo reste inutilisé en station, elles se déchargent, de sorte que la bicyclette peut devenir inutilisable. En effet, comme le rappelle Smovengo, le fonctionnement de la batterie est nécessaire pour l'emprunt ou la restitution des vélos. Ces difficultés impacteraient la pratique du vélo dans un sens plus large, car Vélib' aurait représenté, lorsqu'il fonctionnait, « un tiers des vélos en circulation à Paris ».
Le 3 mai 2018, Smovengo annonce le retrait provisoire des vélos à assistance électrique dans le cadre d'un plan d'urgence de mise en place du nouveau réseau. Ils sont de retour à la fin de l'été 2018. Fin juin 2018, la mairie de Paris donne à Smovengo un dernier ultimatum et lui laisse jusqu'à septembre pour remettre les choses au point. Le déploiement du nouveau système est lent et fastidieux, avec de nombreux dysfonctionnements, si bien que le système n'a retrouvé sa fréquentation d'avant 2017 qu'à partir de l'automne 2019

#### Montée en charge
Fin octobre 2018, Smovengo inaugure la 1000e station, le nombre d'abonnés repart à la hausse avec 140 000 abonnés (après avoir chuté à 130 000 au cours de l'été) et le taux de disponibilité des vélos est monté à 80 % (contre 20 % en juin). Au 1er janvier 2019, le service propose 1 100 stations. À la suite du retard de déploiement des stations, Smovengo versera huit millions d'euros de pénalités au Syndicat Autolib' et Vélib' Métropole (SAVM). Le contrat initial prévoyait que les 67 communes adhérentes devaient verser 40 millions d'euros en 2018, mais finalement elles ne verseront que 18 millions d'euros.
Le 28 mars 2019, le journal Le Monde se fait l'écho d'un rapport de l'inspection générale des services de la ville de Paris, saisie par Anne Hidalgo, qui accable la gestion des Vélib'. Pour le rapport, des difficultés techniques liées à l'introduction de vélos à assistance électrique et à la géolocalisation, ainsi que la complexité liée au passage à l'échelle métropolitaine, sont à l'origine des retards observés dans le déploiement du nouveau dispositif. L'opposition municipale, quant à elle, met en cause le pilotage du projet par les services de la mairie.
Le système compte en avril 2019 environ 165 000 abonnés, chiffre en hausse mais toujours en deçà du nombre d'abonnés sous l'ancienne exploitation JCDecaux avant 2017. Un premier pic d'utilisation est atteint le 13 septembre 2019 lors de la grève des agents RATP, avec plus de 165 000 locations en une seule journée, et un second lors du déconfinement avec le chiffre de 187 000 locations atteint quatre jours de suite en juin 2020.
L'opérateur compte 184 000 courses en septembre 2020, contre 102 000 à la même période l'année précédente. Le nombre de vélos électriques augmente aussi et représente 35 % du parc.
Historiquement centré sur Paris et ses abords immédiats, le réseau s'étend progressivement et se densifie en petite couronne. Fin 2022, l'opérateur passe une commande de plusieurs milliers de vélos de façon à pouvoir en proposer 3 000 de plus avant les Jeux olympiques de 2024. Fin 2022, le service fait état de 390 000 abonnés, dont 62 000 utilisateurs quotidiens pour 44,3 millions de courses réalisées sur l'année sur les 1 447 stations réparties sur 61 villes
En janvier 2025, le service démarre à Créteil, où il remplace le service Cristolib, puis doit se déployer dans d'autres villes du Val-de-Marne desservies depuis 2024 par la ligne 14 du métro : Orly, Rungis, Thiais et Chevilly-Larue.

## Exploitation
Le dispositif comprend par définition les vélos, mais aussi les stations, composées des bornes, dotées d'un écran et d'un interphone, et des plots d'attache de vélos appelés communément « bornettes ».

### Stations

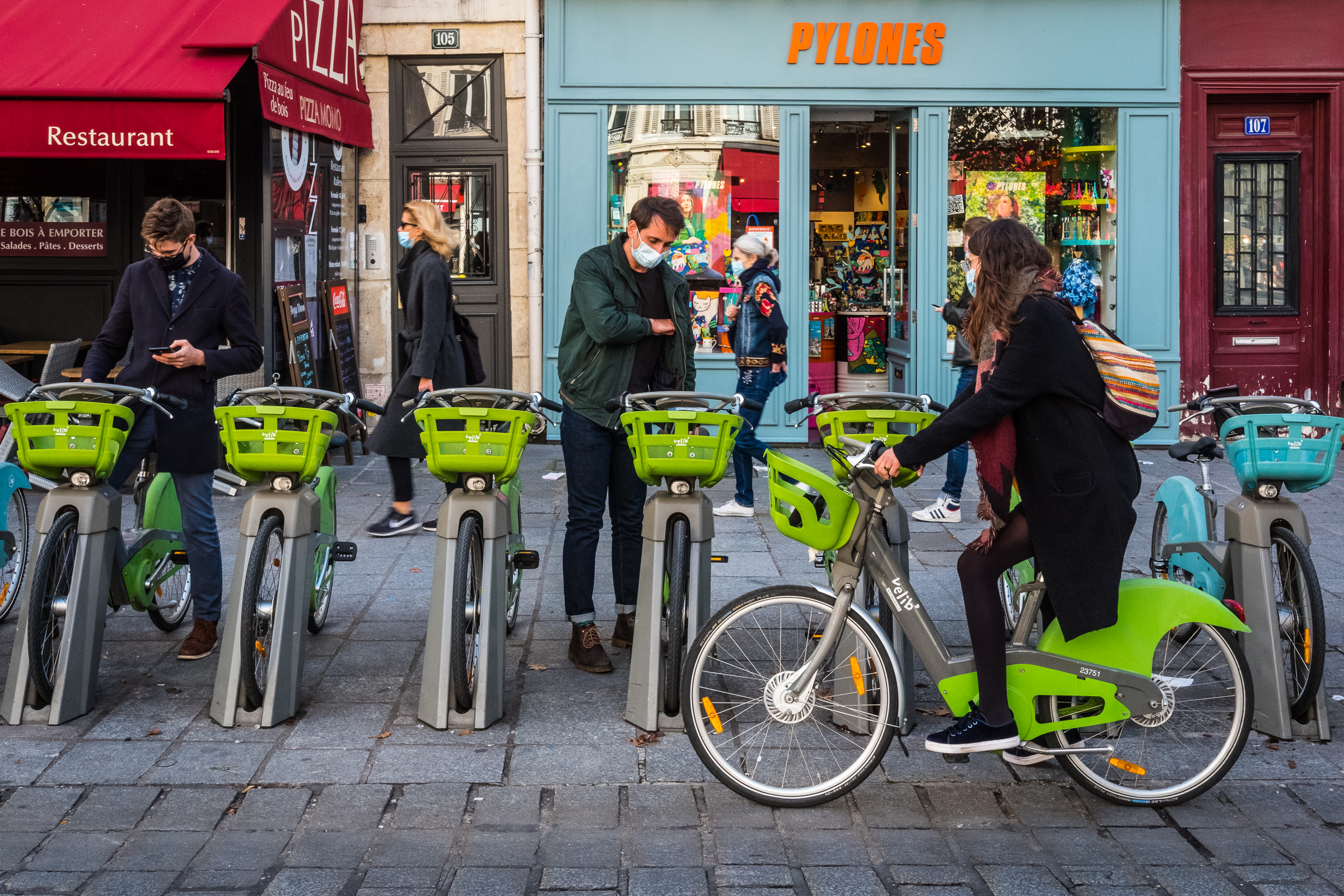
Station Vélib' rue Saint-Antoine à Paris.

Les nouvelles stations installées par Smovengo sont opérationnelles depuis le 1er janvier 2018. Elles présentent notamment la particularité de pouvoir prendre le nom d'un commerce situé à proximité dans le but de le promouvoir et d'occasionner des recettes supplémentaires à l'exploitant. En septembre 2019, le système comporte 1 334 stations, pour un total d'environ 41 300 plots d'attache ; il y a en moyenne entre 1 000  et   1 500 plots d'attache indisponibles en permanence (vélos mal raccrochés ou verrouillés pour maintenance, plots hors service, etc.). Certaines stations, dites « allégées », sont en fait un groupe de plots d'attache situées parfois assez loin de la borne dont elles dépendent (de l'autre côté de la rue par exemple).

#### Borne

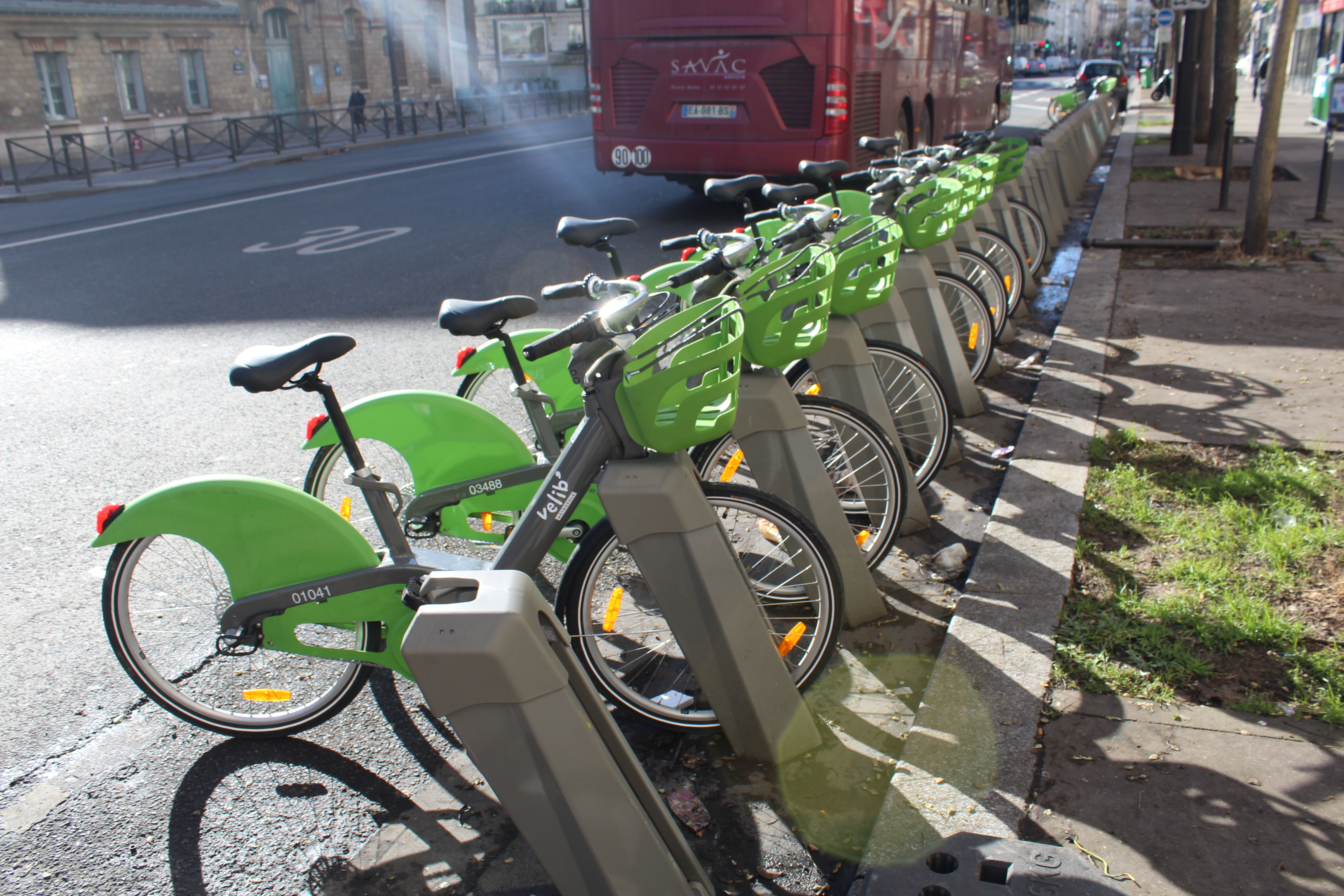
Une station avenue de Versailles avec ses points d'attache.

Chaque station comporte une borne permettant de demander la location d'un vélo, de consulter le solde de son compte longue durée, d'obtenir des informations sur le service Vélib', ou de contacter un conseiller. Seules certaines bornes sont équipées d'un terminal de paiement par carte bancaire, permettant de souscrire un abonnement courte durée sur place. Le système informatique de chaque station comprend un ordinateur. La borne est reliée aux points d'attache des Vélib' par un réseau ethernet souterrain. Deux serveurs centraux délivrent les autorisations de location et les informations sur le compte de l'emprunteur.

#### Points d'attache
Les points d'attache des Vélib' reprennent le design général de l'installation. Ils ne disposent d'aucune interface utilisateur et sont passifs. Un rail de guidage en métal situé sous le point d'attache guide le verrouillage du vélo. Les vélos sont déverrouillés via l'interface situé au centre du guidon du vélo, soit par lecture de la carte Vélib', soit la carte Navigo sur laquelle l'abonnement peut être chargé, soit en numérotant ses codes d'accès sur les 10 chiffres.

### Vélos
Le nombre de vélos en circulation varie selon l'état du parc et se situe en novembre 2020 entre 15 000 et 16 000 vélos (dont environ 30 % de vélos à assistance électrique soit entre 4 000 et 5 000 vélos électriques).

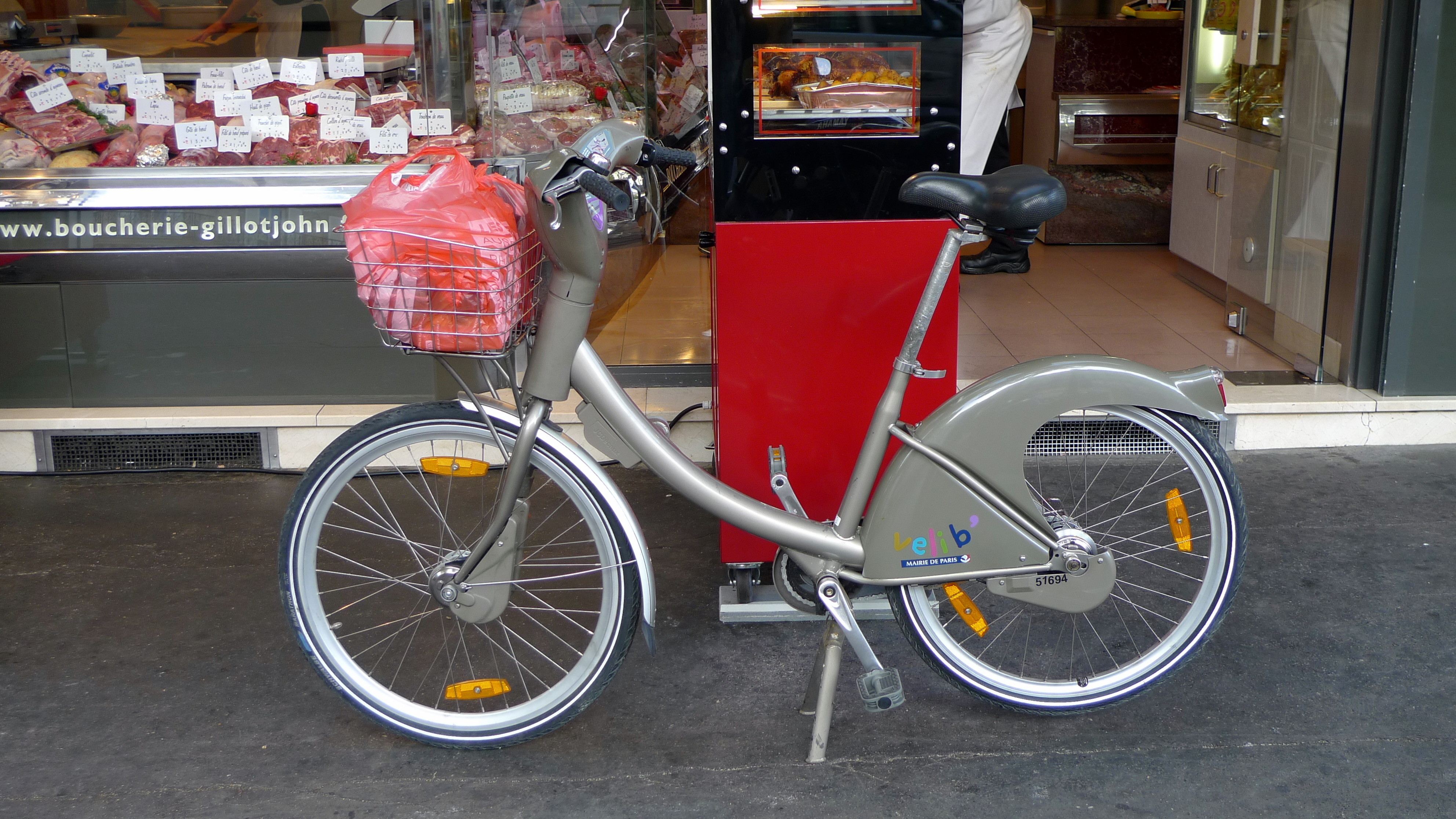
Vélib' en octobre 2010.

#### Anciens vélos JCDecaux (2007-2017)
Conçus par l'équipementier cycliste français Lapierre, les Vélib' de JCDecaux étaient fabriqués en Hongrie, près du village de Tószeg, par une filiale du groupe néerlandais Accell. Ils disposent d'un moyeu arrière à trois vitesses intégrées (modèle Nexus de Shimano), d'un éclairage permanent avant et arrière alimenté par une dynamo moyeu montée sur la roue avant et d'un panier situé devant le guidon.
Ils disposent également d'un antivol d'appoint à clé. Une radio-étiquette est située au niveau du point d'ancrage pour identifier le vélo sur le plot.
Enfin, ils sont entièrement carénés pour lutter contre le vandalisme : les câbles sont cachés, les freins encapsulés dans les moyeux des roues, les pneus théoriquement « increvables » (ce sont des Schwalbe Marathon Classic, remplacés à partir de 2013 par des Hutchinson Urban Tour) ; la selle, réglable en hauteur, ne peut pas être retirée sans outils adaptés et résiste aux coups de cutters. Ils ne sont pas utilisables par des enfants de moins de 1,50 mètre.
Chaque vélo pèse 22,5 kg. Même s'ils sont plus légers que leurs équivalents lyonnais Vélo'v, ils restent assez lourds.

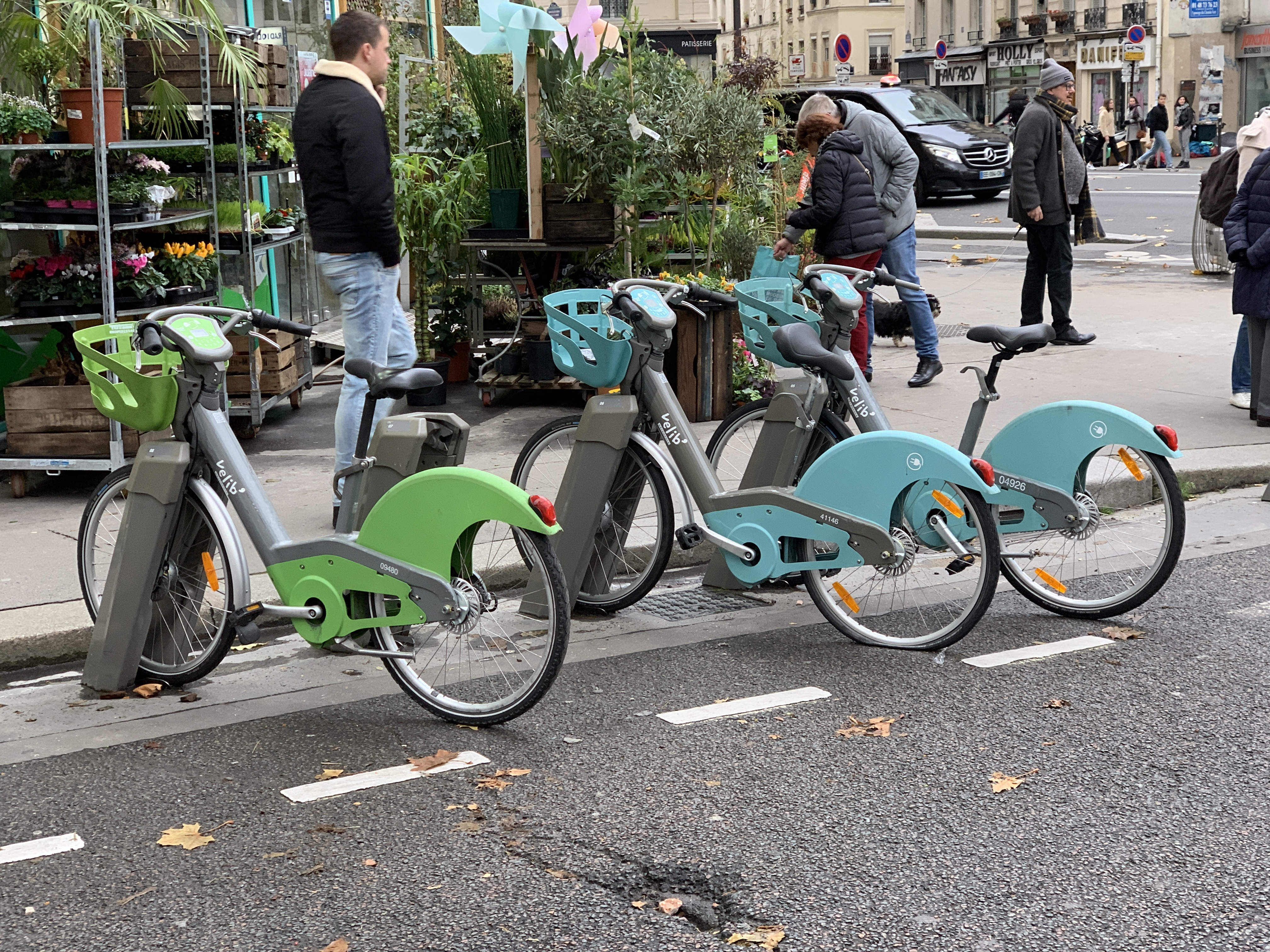
Vélib' mécanique en vert et Vélib' à assistance électrique en bleu en novembre 2019.

#### Vélos actuels Smovengo (2018-...)
En 2018, Smovengo installe de nouveaux vélos, des vélos mécaniques et des vélos à assistance électrique. Ces nouveaux vélos sont assemblés en France par les sociétés Arcade (La Roche-sur-Yon) et Manufacture française du cycle (Machecoul).
Les vélos sont toujours unisexes. Disposant de trois vitesses, ils sont accompagnés d'un éclairage permanent avant et arrière alimenté par une dynamo moyeu montée sur la roue avant et d'un panier, désormais en plastique mais toujours situé devant le guidon.
Ils disposent également de deux antivols hors station, l'un par câble situé à l'intérieur du guidon, l'autre sous la forme d'un dispositif Neiman bloquant la direction. La selle, réglable en hauteur en soulevant la poignée vers le haut, ne peut pas être retirée sans outils adaptés et résiste aux coups de cutters. Ils ne sont pas utilisables par de jeunes enfants (taille minimum : 1,50 m), qui ne peuvent souscrire un abonnement qu'à partir de 14 ans et avec l'accord du responsable légal.
Chaque vélo pèse désormais 20 kg.

### Régulation

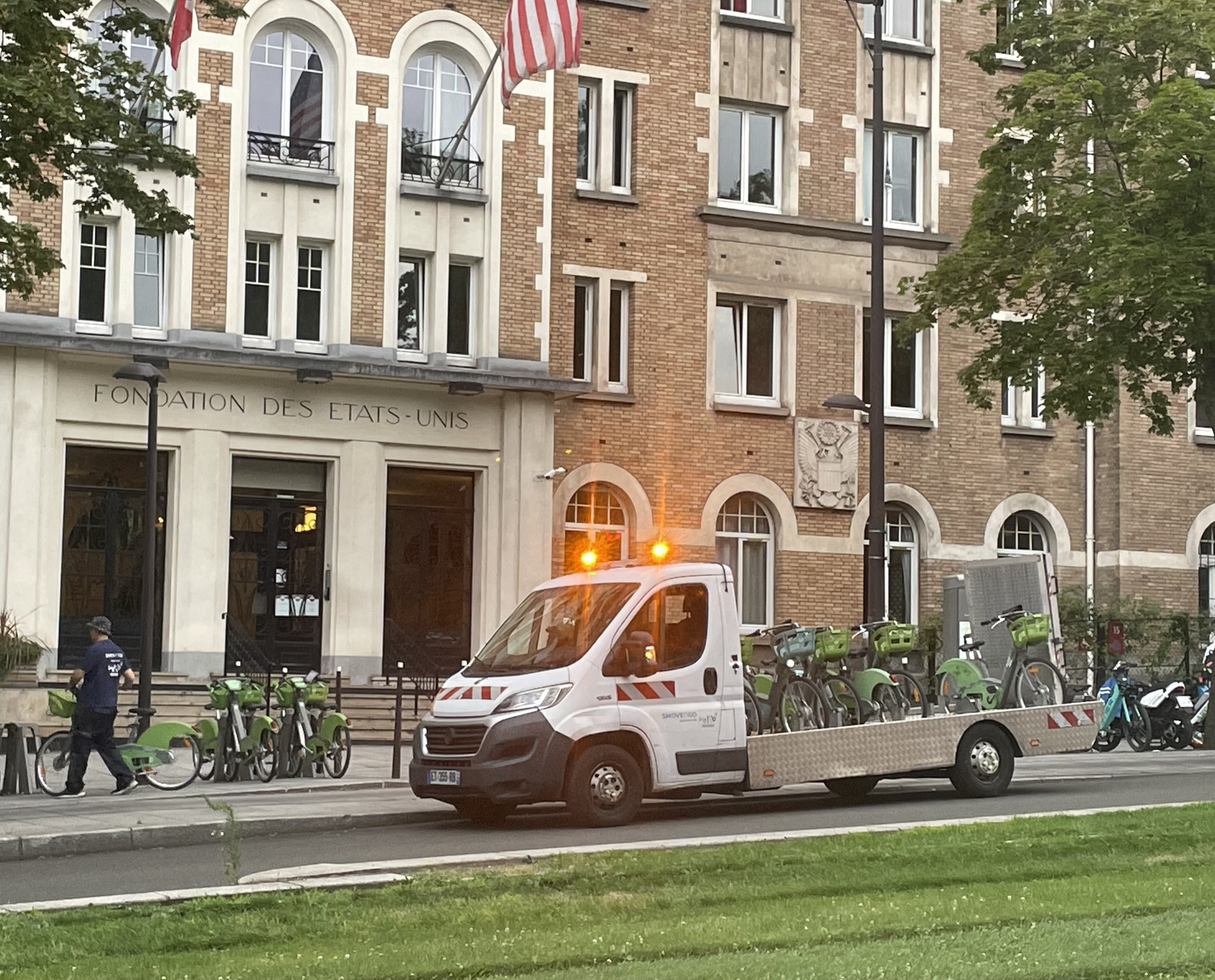
Un véhicule de régulation alimente en vélos une station.

Selon le nombre de vélos en circulation, l'usager peut être confronté soit à l'absence de vélos (station vide ou ne contenant plus que des vélos défectueux), soit à l'impossibilité de rendre son vélo (station pleine). Les utilisateurs sont peu nombreux à rapporter les vélos dans les stations en altitude ; par ailleurs, les stations situées dans les quartiers plutôt résidentiels se vident le matin, parfois très tôt, tandis que celles des quartiers concentrant les actifs souffrent d'un engorgement à l'arrivée des salariés et se vident rapidement en soirée. De manière plus générale, c'est surtout dans les quartiers monofonctionnels que se manifestent les déséquilibres.

#### Une régulation classique par déplacement des vélos par l'opérateur
Pour résoudre en partie cette situation, le gestionnaire a mis en place un dispositif de régulation. Ainsi, 48 agents travaillent jour et nuit à améliorer la répartition des vélos dans les stations. Ils disposent de 23 camionnettes, dont le moteur fonctionne avec du gaz naturel pour véhicules (GNV), d'une capacité de 20 vélos et de deux bus d'une capacité de 62 vélos et déplacent quotidiennement environ 3 000 bicyclettes, soit 3 % des mouvements de vélos. Mais cette stratégie ne parvient pas à compenser les mouvements massifs du parc de vélos ; la mauvaise distribution des vélos disponibles constitue une des critiques majeures de la part des usagers. Il serait toutefois difficile de modifier cette situation sans annuler l'impact écologique associé au système et augmenter de manière sensible les coûts[réf. nécessaire].

#### Les bonus V'+: une régulation par des incitations aux acteurs individuels rationnels
Depuis le 14 juin 2008, l'instauration du système « bonus V'+ » tente d'encourager les utilisateurs à déposer leur vélo dans les stations en altitude : le « bonus V'+ » consiste à offrir quinze minutes de crédit-temps, cumulables sans limite, à l'utilisateur qui dépose une bicyclette à une station en altitude identifiée par le logo « V'+ » à condition toutefois de l'avoir empruntée à une station ne bénéficiant pas de ce bonus. Les stations offrant ce bonus - on en compte une centaine - sont celles qui se trouvent sur les reliefs de Paris, lorsque leur altitude dépasse 60 mètres ; elles sont pour l'essentiel situées dans les arrondissements périphériques ou en banlieue. Le gestionnaire estime que ce système a « un véritable impact sur la régulation » mais n'avance toutefois pas de chiffres précis.
Il avait aussi été proposé d'équilibrer l'offre et la demande en modulant les prix : diminuer le coût voire payer par de l'argent ou un crédit de temps les personnes qui vont en sens contraire de la tendance générale.
Le système de bonus disparaît quasiment lors du changement d'opérateur. Smovengo propose aux abonnés un bonus de 3 minutes pour l'emprunt d'un vélo dans une station pleine et de 3 minutes lors du retour d'un vélo dans une station vide. La combinaison d'un emprunt dans une station pleine et d'un retour dans une station vide permet d'obtenir un bonus de 10 minutes. En sus de cette acquisition plus lente des bonus, leur consommation se fait par tranches de 30 minutes non sécables (contre des tranches de 15 minutes avec l'opérateur précédent).

## Modalités de location

### Abonnement et caution
Pour pouvoir utiliser le service Vélib', l'usager doit souscrire un abonnement. Sont disponibles des abonnements de courte durée (1 et 7 jours) et des abonnements de longue durée (1 an) payables au mois (une résiliation anticipée est possible sous certaines conditions). La souscription d'un abonnement se fait sur le site internet du service, sur l'application mobile ou auprès des bornes.
Pour toutes les formules d'abonnement, le dépôt d'une caution de 300 € par autorisation de prélèvement bancaire ou par dépôt d'un chèque pour les abonnements d'un an, est nécessaire ; elle permet à l'opérateur de prélever tout ou partie de la caution si une de ces situations se présente (article 10 des conditions générales d'accès et d'utilisation) :
- Vol du vélo avec violence à la personne : 100 € pour un vélo mécanique et 150 € pour un vélo à assistance électrique (le récépissé de la plainte portée au commissariat de police faisant foi) ;
- Disparition du vélo sans justification à compter du début de la location : 200 € pour un vélo mécanique et 300 € pour un vélo à assistance électrique ;
- Détériorations subies par le vélo et imputables à l'utilisateur : montant forfaitaire de 100 € par vélo ;
- Remplacement de la carte Vélib' Métropole à la suite d'une perte ou d'un vol : 5 €.

### Supports d'accès au service

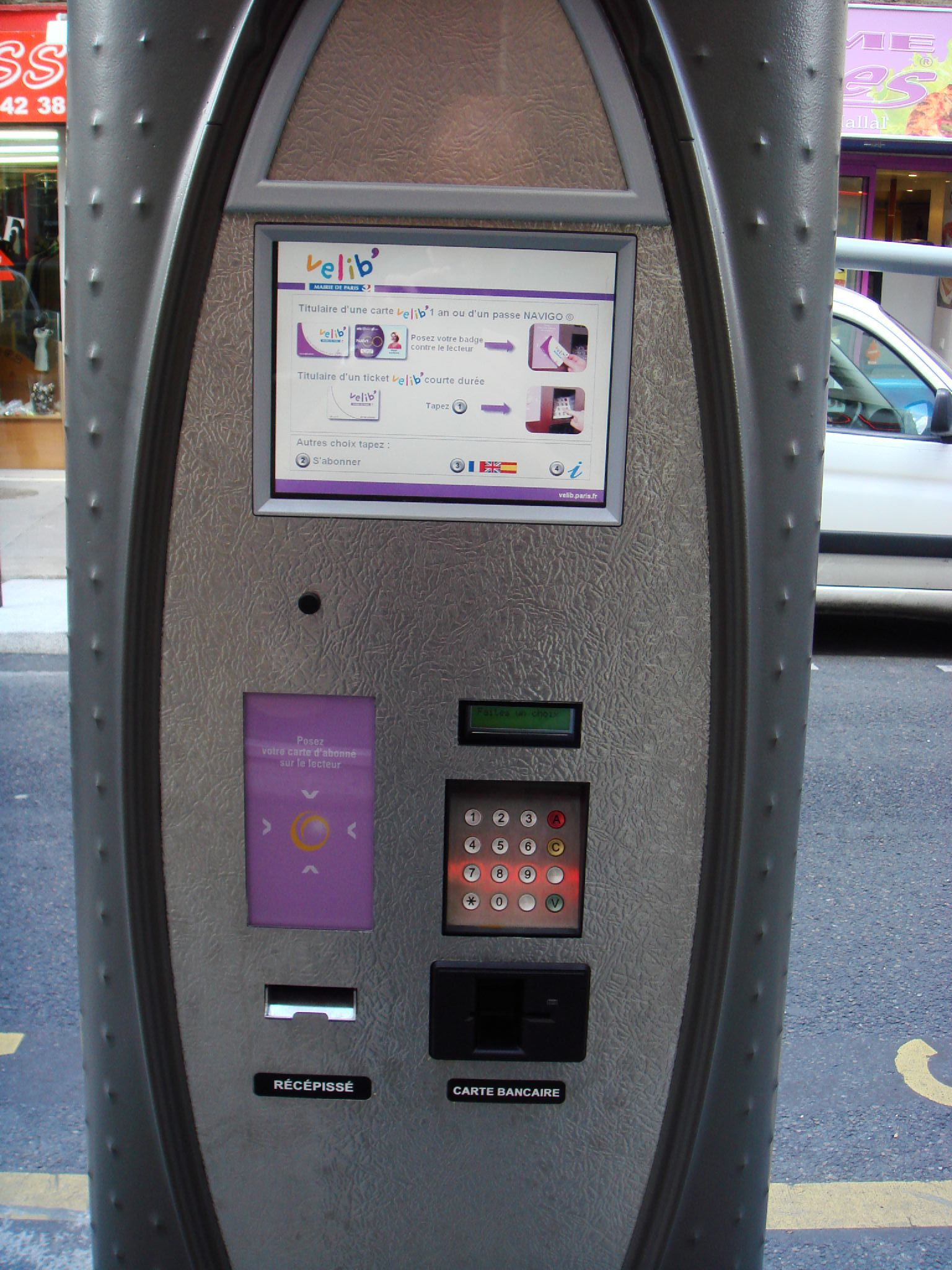
Ancienne borne Vélib'.

Pour retirer les vélos, l'abonné peut choisir d'utiliser une carte à puce sans contact Vélib' Métropole (réception dans un délai de 10 jours ouvrés) ou bien une carte Navigo. Un smartphone permettant la communication en champ proche (NFC) peut également être utilisé en téléchargeant une application mobile.
Lors de la première utilisation, l'usager doit charger sa carte via le boîtier (V-Box) d'un Vélib'. Il doit pour cela passer sa carte sur le lecteur et indiquer son code secret. Il pourra alors prendre un vélo disponible. Les fois suivantes, il suffira de passer la carte directement sur le boîtier V-Box du vélo pour le débloquer.

### Tarif avec un abonnement
Les abonnements se font sur une base annuelle avec renouvellement tacite à la date anniversaire.
À compter du 12 août 2025, les tarifs de l'abonnement à l'année (payable au mois, avec engagement de 12 mois) sont les suivants :
| Formule                            | V-Libre                     | V-Libre                     | V-Plus               | V-Plus        | V-Max                         | V-Max         |
| ---------------------------------- | --------------------------- | --------------------------- | -------------------- | ------------- | ----------------------------- | ------------- |
| Prix de l'abonnement (par mois)    | Gratuit. Prépaiement de 6 € | Gratuit. Prépaiement de 6 € | 4,30 €               | 4,30 €        | 8,30 €                        | 8,30 €        |
| Temps de location                  | Temps de base               | Au-delà                     | Temps de base        | Au-delà       | Temps de base                 | Au-delà       |
| Vélo mécanique                     | 1 € pour 30 min.            | 1 € / 30 min.               | Gratuit pour 30 min. | 1 € / 30 min. | Gratuit pour 60 min.          | 1 € / 30 min. |
| Vélo à assistance électrique (VAE) | 3 € pour 45 min.            | 2 € / 30 min.               | 2 € pour 45 min.     | 2 € / 30 min. | 0,50 € / 2 € (*) pour 45 min. | 2 € / 30 min. |

(*) 50 centimes pour les deux premières courses et 2 € les suivantes.
Des tarifs réduits sont proposés pour les jeunes de 14 à 26 ans, les seniors de plus de 60 ans et les publics en insertion. Le prix de l'abonnement mensuel est alors plus faible, tandis que le prix des locations est inchangé.
À compter du 24 avril 2021, les tarifs de l'abonnement à l'année (payable au mois, avec engagement de 12 mois) sont les suivants :
| Formule                            | V-Libre          | V-Libre       | V-Plus               | V-Plus        | V-Max                    | V-Max         |
| ---------------------------------- | ---------------- | ------------- | -------------------- | ------------- | ------------------------ | ------------- |
| Prix de l'abonnement (par mois)    | Gratuit          | Gratuit       | 3,10 €               | 3,10 €        | 8,30 €                   | 8,30 €        |
| Temps de location                  | Temps de base    | Au-delà       | Temps de base        | Au-delà       | Temps de base            | Au-delà       |
| Vélo mécanique                     | 1 € pour 30 min. | 1 € / 30 min. | Gratuit pour 30 min. | 1 € / 30 min. | Gratuit pour 60 min.     | 1 € / 30 min. |
| Vélo à assistance électrique (VAE) | 3 € pour 45 min. | 2 € / 30 min. | 2 € pour 45 min.     | 2 € / 30 min. | Gratuit (*) pour 45 min. | 2 € / 30 min. |

(*) VAE gratuit pour les abonnements V-Max dans la limite de deux trajets de 45 minutes par jour. Les trajets suivants sont facturés 1 € pour les 45 premières minutes.

### Tarif avec un abonnement de courte durée (pass)
| Pass                               | V-Découverte 1 jour jusqu'à 5 Vélib' à la fois | V-Découverte 1 jour jusqu'à 5 Vélib' à la fois | V-Séjour 7 jours jusqu'à 5 Vélib' à la fois  | V-Séjour 7 jours jusqu'à 5 Vélib' à la fois  |
| ---------------------------------- | ---------------------------------------------- | ---------------------------------------------- | -------------------------------------------- | -------------------------------------------- |
| Prix du pass, par vélo             | 5 €                                            | 5 €                                            | 15 €                                         | 15 €                                         |
| Temps de location                  | Identique au tarif V-Plus, par vélo emprunté   | Identique au tarif V-Plus, par vélo emprunté   | Identique au tarif V-Plus, par vélo emprunté | Identique au tarif V-Plus, par vélo emprunté |
| Vélo mécanique                     | Identique au tarif V-Plus, par vélo emprunté   | Identique au tarif V-Plus, par vélo emprunté   | Identique au tarif V-Plus, par vélo emprunté | Identique au tarif V-Plus, par vélo emprunté |
| Vélo à assistance électrique (VAE) | Identique au tarif V-Plus, par vélo emprunté   | Identique au tarif V-Plus, par vélo emprunté   | Identique au tarif V-Plus, par vélo emprunté | Identique au tarif V-Plus, par vélo emprunté |

## Fréquentation
Dès sa mise en service, le système a été massivement adopté par ses utilisateurs, avec 26 millions de locations réalisées et près de 200 000 abonnés en moins d'un an. Cependant, au printemps 2010, à l'issue d'un hiver particulièrement rigoureux, le nombre d'abonnés a sensiblement baissé pour passer à environ 160 000. En avril 2012, le service compte environ 224 000 abonnés à l'année (contre 208 700 en novembre 2011, 180 186 en juillet 2011, 161 887 en juillet 2010, 176 032 en juillet 2009 et 200 100 en juillet 2008),. En mars 2011, les abonnés à l'année représentaient 76 % des usagers, dont un sur cinq a moins de 26 ans.
De juillet 2007 à septembre 2010, 85 millions de trajets ont été réalisés en Vélib' et début juin 2011 la barre symbolique de 100 millions de trajets est franchie,. Avec près de 5,5 millions de locations, le premier trimestre 2011 est par ailleurs le meilleur depuis sa mise en service. En moyenne, environ 110 000 locations sont effectuées chaque jour avec un maximum de 135 000 par beau temps. Par temps de neige, phénomène météorologique assez rare à Paris, la fréquentation atteint son niveau le plus bas avec toutefois 30 000 emprunts par jour. Au premier trimestre 2018, en raison des retards de mise en place du système de Smovengo (fin avril, 600 stations sont en place pour un objectif de 1 400 à fin mars), le nombre de locations baisse fortement pour atteindre 30 000 locations journalières début avril. Lors de la présentation de son plan de sortie de crise le 3 mai 2018, Jorge Azevedo, directeur général de Smovengo, reconnait que seulement 10 000 locations par jour sont réalisées début mai.
Favorisée par des conditions météorologiques particulièrement douces, la fréquentation pendant le mois de septembre 2011 présente, à fin 2011, le meilleur résultat, tous mois confondus, depuis le lancement de Vélib' avec 3 488 267 trajets effectués, soit 628 035 de plus qu'en 2010. En 2011, le temps moyen des trajets est de 34,65 minutes pour un abonné courte durée, et de 15,65 minutes pour un abonné longue durée. Un trajet sur deux est professionnel. La majorité des utilisateurs occasionnels (55 %) prennent le Vélib' le week-end.
En 2016, Vélib' franchit le cap des 300 000 abonnés annuels, alors que le service loue 75 vélos par minute.
En juin 2025, le service compte 530 456 abonnés pour 161 372 locations par jour,avec un chiffre de courses restent supérieur à 100 000 en période hivernale, en décembre 2024.

## Controverses

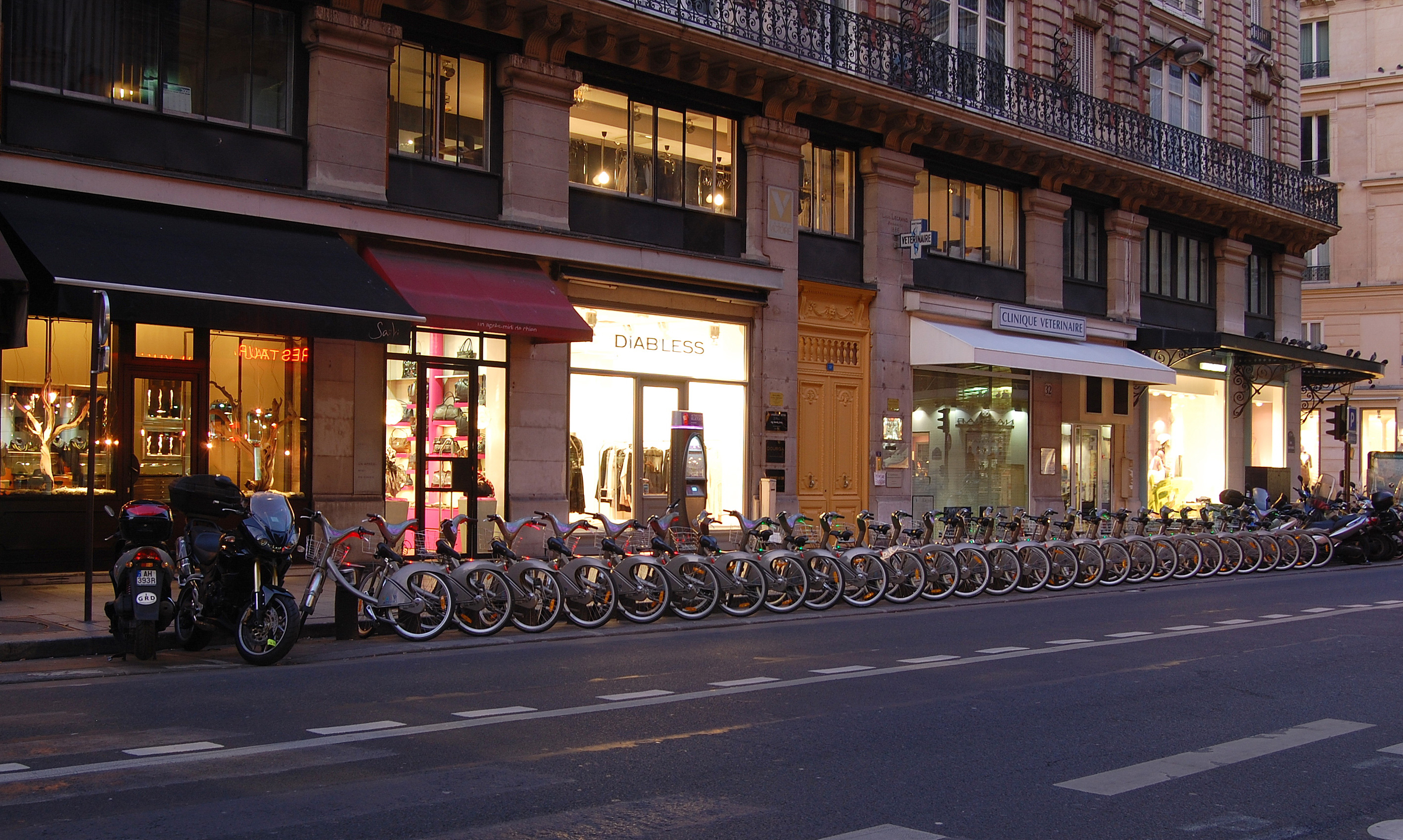
Station Vélib' rue Étienne-Marcel.

### Dysfonctionnements de raccrochage
En décembre 2010, un collectif rassemblant les plaintes de sept usagers reprochant à JCDecaux d'avoir prélevé abusivement le montant de la caution à la suite d'un Vélib' mal raccroché a saisi le tribunal d'instance de Courbevoie (Hauts-de-Seine), dans le but d'obtenir la restitution des fonds.
En effet, 161 utilisateurs se plaignent d'avoir été facturés du montant de la caution (150 €) pour une course de 24 heures, alors qu'ils assuraient avoir bien raccroché leur vélo, et vérifié le passage au vert du voyant lumineux sur la borne. Si le voyant reste rouge ou orange malgré tout pendant une durée anormalement longue lors du raccrochage, ce qui peut être dû à un plot endommagé, il convient alors de signaler au plus vite le problème à Allo Vélib'.

### Usure et vandalisme

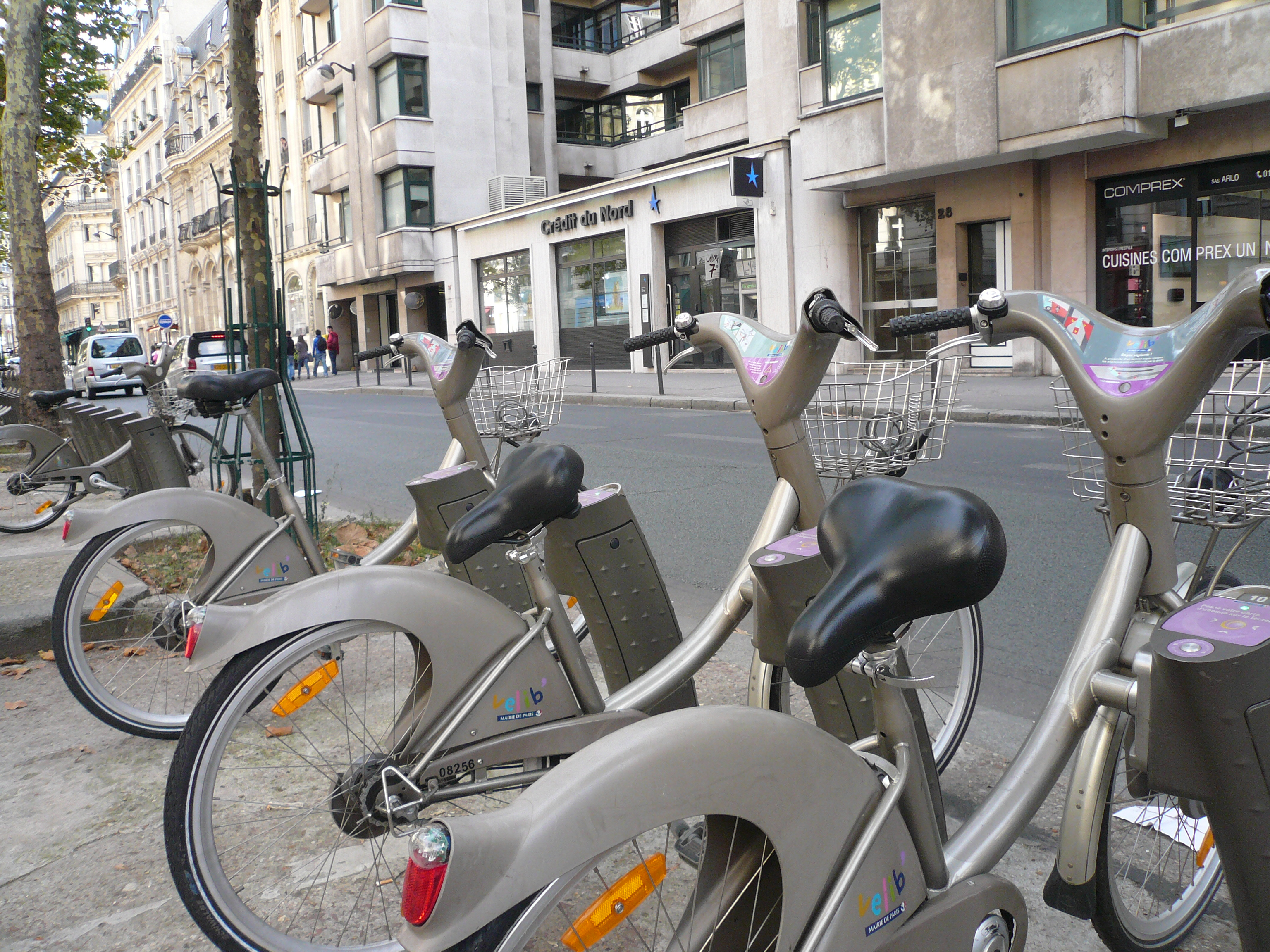
Selle retournée indiquant, selon un comportement adopté par beaucoup d'usagers, un vélo endommagé.

#### Différentes générations de Vélib' de plus en plus robustes
La trop grande fragilité initiale du panier, constitué de tiges de métal soudé, mais qui n'est pas conçu pour transporter un second passager, a nécessité la conception d'un panier plus solide, modifié au niveau de ses soudures, de son support et de la fourche qui a été rendue plus résistante. Trois générations de fourches se sont succédé : la dernière en date est la plus solide et ne se plie pas même lorsque l'on transporte quelqu'un sur le panier, ce qui est formellement interdit. Pour éviter que les cadres se tordent au niveau de leur fixation sur le plot d'attache, de nouveaux cadres plus résistants sont apparus en 2008. Courant 2009, une troisième génération de Vélib' a été testée sur 100 vélos introduits dans les stations parisiennes. Il s'agissait de vélos avec des cadres à nouveau renforcés et des pneus pleins pour éviter les crevaisons. Finalement, si les cadres renforcés ont été généralisés, les pneus pleins n'ont pas été retenus, car ils augmentaient de façon significative le poids du vélo, déjà élevé (22 kg).

#### Historique des vols et dégradations

##### Première génération (2008-2017)
En trois mois d'exploitation, au 17 octobre 2007, l'utilisation intensive des vélos et des actes de vandalisme avaient rendu 500 vélos hors service et environ 1 000 autres avaient « disparu ». Durant les deux premières années, les crevaisons et les déraillements étaient si nombreux, parfois sur des rangs entiers de vélos en station, qu'un vandalisme délibéré n'est pas à exclure. Les vélos volés ou abandonnés peuvent désormais être signalés grâce aux formulaires de contact dédiés sur le site de Vélib' et il est prévu que l'on puisse également le faire depuis les nouveaux écrans des bornes attendus pour l'été 2012. De nombreux utilisateurs retournent les selles des vélos hors d'usage pour permettre de les identifier rapidement, et cette pratique est recommandée par l'exploitant lui-même.
La pérennité du système à long terme est remise en cause depuis le début, notamment par le journal le Figaro. Dans un article du 24 juin 2008, le journal critique les coûts exorbitants liés au vol et au vandalisme (1 500 réparations quotidiennes) – coûts que ne compenserait pas le tarif payé par les usagers (prix de l'abonnement insuffisant, premières trente minutes non facturées). Selon ses sources, « chaque vélo coûterait près de 2 500 euros à JCDecaux alors que le plan d'affaires d'origine les avait budgétés autour de 1 000 euros. ». En date du 24 juin, seulement 16 000 des 20 000 vélos prévus étaient effectivement en service.
| 2007 | 2008 | 2009        | 2010        | 2011 | 2012 | 2013 |
|      |      | 1 257 384 € | 1 647 000 € | N/D  | N/D  | N/D  |

Les agents de maintenance et les techniciens cycles effectuent 1 500 réparations quotidiennes, dont les crevaisons réparées sur place et le regonflage régulier des pneus. Parmi celles-ci, on compte deux cents vélos réparés en atelier (fourche tordue, guidon cassé, problèmes de roues, problèmes ou absence de carters, chaîne sautée, graffitis, tags). Ces deux cents vélos représentent un pour cent du parc total. On peut donc en déduire qu'un vélo reste en moyenne trois mois sur le terrain, avant d'être envoyé dans un atelier pour subir des réparations importantes.
Des études ont rapporté que, fin octobre 2009, 80 % des 20 600 Vélib' mis en service avaient subi des actes de vandalismes ou des vols avec notamment une augmentation de 54 % des dommages entre 2007 et 2008. Les causes premières rapportées concernent des vandalismes classiques de négligence, des dégradations volontaires, et de très nombreux vols constatés vers les banlieues de la capitale, avec des trafics de vélos vers l'Afrique et l'Europe de l'Est. Ces chiffres dépassent largement les anticipations de JCDecaux et de la ville de Paris (4 % attendus), celle-ci indemnisant la société prestataire à hauteur d'environ 400 euros par vélo volé ou définitivement endommagé. JCDecaux répare environ 1 500 vélos par jour dans dix ateliers. Des campagnes d'information ont été entreprises pour tenter de limiter le phénomène.

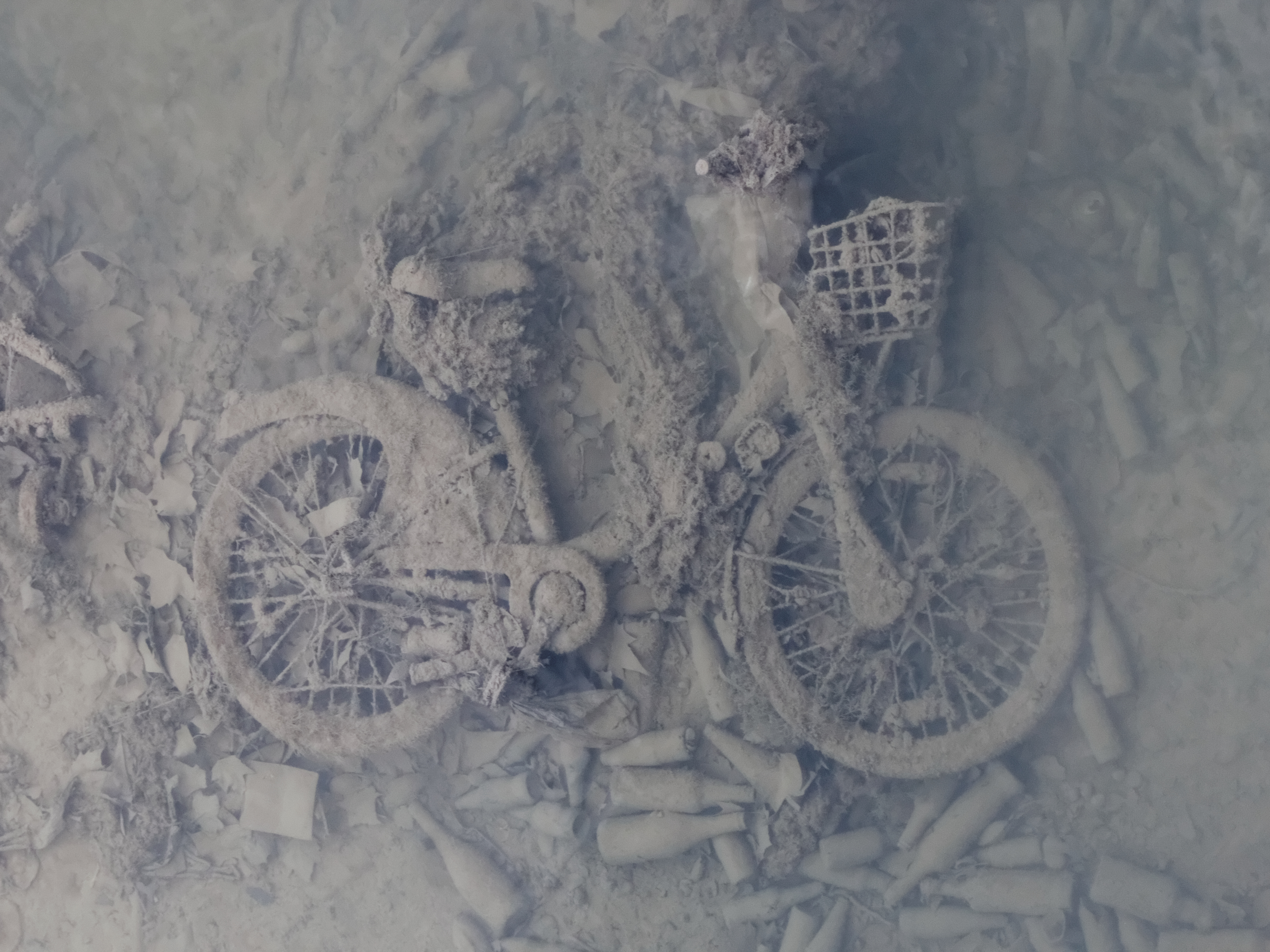
Vélib' au fond du canal Saint-Martin.

Sur 20 600 vélos initialement prévus, le nombre de ceux effectivement disponibles est descendu à un minimum de 14 000 en novembre 2009, soit près d'un tiers du parc indisponible. Depuis cette date, et coïncidant avec la nouvelle convention signée entre JCDecaux et la mairie de Paris, le nombre de vélos disponibles a remonté progressivement, et atteint les 19 600 fin mars 2010, maximum historique.
Lors du lancement de la nouvelle grille tarifaire fin avril 2011, JCDecaux et la mairie de Paris annoncent que le nombre de vols et de dégradations serait en nette baisse et qu'il aurait été divisé par trois depuis 2010.
Cependant, les vols de Vélib' ont par la suite connu une recrudescence, particulièrement l'été, dans le nord-est de Paris et les communes avoisinantes. En 2012, 9 000 vélos ont été volés ou vandalisés. Ce phénomène a engendré des fermetures de stations et une pénurie de vélos.
Pour tenter d'inverser la tendance, des poteaux ont été installés en 2014 dans certaines stations, comme à Aubervilliers, afin de limiter les arrachages. D'autres stations, dans le 18e arrondissement, devraient être prochainement équipées.
De nombreux Vélib' ont été retrouvés dans le canal Saint-Martin lors des travaux de maintenance au début de l'année 2016.

##### Deuxième génération (2018-2032)
En 2019, selon Le Parisien, entre 600 et 1 000 vélos sont volés ou « privatisés » chaque semaine. Smovengo, le nouvel opérateur, récupère une partie de ceux-ci en plus ou moins bon état, mais, en valeur nette, entre 100 et 300 bicyclettes disparaissent chaque semaine. Smovengo dit être confronté à un niveau de vandalisme beaucoup plus élevé dans la capitale que dans les autres villes où il propose ces services. Enfin, 60 % des réparations sont liées à des actes de vandalisme.
En juillet 2025, l’Agence métropolitaine des mobilités partagées, qui supervise le service Vélib’ en Île-de-France, alerte sur le nombre de vélos qui disparaissent chaque semaine, celui-ci passant des « 230 habituellement » à 640 par semaine ce qui a une incidence sur la quantité globale de vélos disponibles. L'agence a dû embaucher 16 personnes supplémentaires pour retrouver les vélos manquants. Au total, 3 000 des 20 000 vélos de la flotte manquent à l'appel.

#### Statistiques
|                                    | juillet-octobre 2007 (ouverture) | 2007                    | 2008  | 2009                                                            | 2010  | 2011                         | 2012              | 2013                                                          |
| ---------------------------------- | -------------------------------- | ----------------------- | ----- | --------------------------------------------------------------- | ----- | ---------------------------- | ----------------- | ------------------------------------------------------------- |
| Vélos volés                        | 1 000                            | 3 000(juil 2007 à 2008) |       |                                                                 |       |                              |                   | 1 000, entre 2012 et juillet 2013, à Aubervilliers uniquement |
| Dégradation                        | 500                              |                         |       |                                                                 |       |                              |                   |                                                               |
| Total                              | 1 500                            | environ 10 000          |       | 11 800                                                          |       |                              | 9 000             |                                                               |
| Cumulé temporel (vol+dégradations) |                                  |                         |       | 16 480 (octobre), 18 000 détériorés, et 8 000 volés en novembre |       |                              |                   |                                                               |
| Variation des dommages             |                                  |                         | +54 % |                                                                 | −33 % | −66 % (de 2010 à avril 2011) | −48 % depuis 2009 |                                                               |
| Nombre de réparations journalières |                                  | 1 500                   |       |                                                                 |       |                              |                   |                                                               |

|                                                         | 2007 (5,5 mois) | 2008    | 2009    | 2010 (3 premiers trimestres) |
| ------------------------------------------------------- | --------------- | ------- | ------- | ---------------------------- |
| Moyenne des vélos disponibles sur année N               | 10 564          | 12 854  | 16 246  | 18 326                       |
| Vélos détruits                                          |                 |         |         |                              |
| Nb de vélos détruits dans l'année                       | 71              | 7 850   | 5 094   | 1 832                        |
| Cumul vélos détruits au 31/12/N                         | 71              | 7 921   | 13 015  | 14 354                       |
| % vélos détruits sur moyenne vélos disponibles          | 0,70 %          | 61 %    | 31,40 % | 10,00 %                      |
| Vélos volés                                             |                 |         |         |                              |
| cumul des vélos volés au 31/12/N                        | 3 467           | 6 281   | 8 239   | 8 446                        |
| Nb de vélos disparus dans l'année                       |                 | 27 702  | 22 885  | 7 821                        |
| Nb net de vélos retrouvés dans l'année                  |                 | −24 888 | −20 927 | −7 614                       |
| Nb net de vélos volés dans l'année                      | 3 467           | 2 814   | 1 958   | 207                          |
| % vélos volés sur moyenne vélos disponibles             | 32,80 %         | 21,90 % | 12,10 % | 1,10 %                       |
| % vélos volés ou détruits sur moyenne vélos disponibles | 33,50 %         | 83,00 % | 43,50 % | 11,10 %                      |

### Capacité
Il arrive qu'une station n'ait pas de vélos disponibles quand on veut en prendre un, ou qu'une station soit pleine quand on veut le rendre. Il est alors possible de connaître (à la borne principale) les stations Vélib' les plus proches, avec le nombre de vélos et de places libres disponibles.

### Implantation
Les stations Vélib' ont été installées soit sur la chaussée, le plus souvent à l'emplacement d'anciennes places de stationnement, soit sur le trottoir, lorsqu'il est très large, généralement sur des places ou sur le séparateur de larges boulevards.

### Confidentialité
La carte d'abonnement annuelle comporte une puce à radio-identification qui permet de suivre nominativement la prise et le dépôt d'un vélo aux bornes Vélib', afin de vérifier la restitution des vélos en cas de contestation. Pour s'identifier, il suffit à l'utilisateur de présenter sa carte devant les lecteurs intégrés aux bornes Vélib' et/ou directement aux points d'attache.
Par ailleurs, à des fins statistiques, la Somupi (Société des mobiliers urbains pour la publicité et l'information), filiale de JCDecaux, dispose de ces données relatives aux déplacements pour une période de 24 mois. La CNIL s'est fermement opposée à ce délai, estimant que tout trajet inférieur à trente minutes ne devait pas faire l'objet d'une mémorisation informatique nominative, et que ceux supérieurs à 30 minutes ne le soient que pour une durée maximale de cinq jours (en vue de permettre une éventuelle contestation). Pour ce qui est des informations nominatives des abonnés courte durée, la Somupi s'est engagée auprès de la CNIL à n'en conserver aucune.
La Somupi détient comme il est d'usage, via le formulaire d'inscription, le nom, l'adresse des personnes abonnées à l'année en cas de perte du passe Navigo et le cas échéant, le numéro de téléphone, afin de bénéficier des nouvelles applications sur smartphone, telles que l'envoi immédiat du code d'activation par SMS.

### Sécurité routière
Lancer plusieurs milliers de vélos dans la circulation parisienne a provoqué des inquiétudes en 2007. Si le nombre de cyclistes victimes d’accidents a augmenté de 21,4 % au 1er trimestre 2008, les déplacements en vélo étaient en hausse de 33 %, soit une accidentologie moindre, poursuivant la tendance des deux années précédentes.
Dans un souci de prévention, les règles élémentaires du code de la route sont ainsi rappelées sur chaque vélo : « Je ne roule pas sur les trottoirs, je respecte les feux et les stops, je ne transporte pas de passager, je n'emprunte pas les sens interdits. » Comme pour n'importe quel type de véhicule, la conduite d'un vélo en état d'ivresse ou sous l'emprise de stupéfiants est punie par la loi (un juge peut même ajouter, outre l'amende, le retrait du permis de conduire mais il ne peut pas retirer de points sur ce dernier).
Bien que la préfecture de police précise de privilégier une approche pédagogique et préventive, 
l'introduction du Vélib' s'est accompagnée d'une très forte augmentation du nombre de sanctions contre les cyclistes : le nombre de procès-verbaux est passé de 3 904 en 2006 à 11 267 en 2007 pour atteindre même environ 14 000 en 2008, soit une augmentation de 250 % en deux ans,.
Le premier accident de circulation causant le décès d'un utilisateur de Vélib' a eu lieu le 18 octobre 2007 à l'angle du boulevard Morland et du boulevard de la Bastille (12e), un deuxième est intervenu le 2 mai 2008 dans un couloir de bus rue La Fayette (10e), un troisième le 23 juin 2008 quai Saint-Michel (5e), un quatrième le 17 octobre 2008 à l'angle de la rue du Commandant-René-Mouchotte et de l'avenue du Maine (14e).
Le 7 août 2009, à la suite du premier accident depuis l'extension du système à la proche banlieue, la mairie de Paris a précisé : « Depuis la mise en service de Vélib' le 15 juillet 2007, il y a eu 11 accidents mortels concernant des cyclistes, dont 7 étaient des usagers de Vélib', alors même que 55 millions de trajets étaient effectués en Vélib' ».
Dans la très grande majorité, les accidents mortels ont impliqué un poids lourd. Souvent, du fait des angles morts de son véhicule, le chauffeur n'avait pas vu le cycliste sur la chaussée. C'est ainsi qu'une cycliste a par exemple été renversée le 14 octobre 2010 par un camion-benne tournant à droite à l'angle de la rue de Rennes et du boulevard Raspail (6e). Un accident similaire causant la mort d'un cycliste à Vélib' est intervenu le 11 octobre 2012 sur la rue Cardinet (17e). Ce type d'accident reste toutefois très rare à Paris. Selon la préfecture de Police, cinq cyclistes ont été tués lors d'un accident de la circulation en 2008, six en 2009, deux en 2010 et aucun en 2011.

### Problèmes bancaires
Lors de la souscription d'un abonnement courte durée, le système demande une autorisation bancaire d'un montant égal à celui de la caution. Même si ce montant n'est finalement pas débité du compte bancaire en cas d'utilisation normale (seul le prix de l'abonnement et les éventuelles demi-heures supplémentaires seront alors facturés), il vient s'imputer sur le plafond de paiement de la carte jusqu'à expiration de l'autorisation, et ce pendant plusieurs jours. Le plafond de paiement de la carte bancaire peut ainsi être atteint dans le cas où une même carte est utilisée pour souscrire plusieurs abonnements au cours d'une courte période.
Les bornes Vélib' sont équipées pour utiliser des cartes bancaires à puce électronique. Si ces dernières sont la norme en France et dans la plupart des pays d'Europe, elles sont d'un usage moins fréquent dans certains pays comme les États-Unis, plus coutumiers des cartes à bande magnétique ; l'emprunt d'un Vélib' par ces touristes peut donc se révéler impossible à partir d'une borne. Depuis juillet 2011, il est toutefois possible de souscrire un abonnement courte durée en ligne, sur smartphone ou ordinateur, ce qui permet donc aux touristes munis d'une carte bancaire sans puce d'accéder au service Vélib'.